# Anthurium
Anthurium é um género botânico pertencente à família Araceae. O antúrio é uma planta tradicional no paisagismo. Fez parte de uma moda antiga e teve seu brilho renovado recentemente. Utilizada há muito tempo em vasos para decorar interiores, hoje em dia pode compor maciços e bordaduras em jardins externos também. O melhoramento genético proporcionou diversas variedades, com portes diferentes e flores de coloração vermelha, rosa e branca.
Segundo os especialistas o gênero Anthurium é o maior da família Araceae, com mais de 1.100 espécies, distribuídas exclusivamente na região neotropical. Essas espécies foram agrupadas pelos botânicos em 19 seções, de acordo com suas características morfológicas. 
Habitam quase sempre áreas de sombra em florestas úmidas, vegetando principalmente sobre árvores, rochas ou pedras, mas ocasionalmente diretamente sobre o solo.
Exigentes quanto à umidade, algumas das espécies devem ser plantada sempre à meia-sombra, em substratos ricos em matéria orgânica, como a fibra de coco misturado com terra vegetal, com regas frequentes e adubação adequada para florescer.

## A
- Anthurium acanthospadix Croat & Oberle
- Anthurium acaule (Jacq.) Schott - Folha grande de Cuba[2]
- Anthurium acebeyae Croat
- Anthurium acutangulum Engl.
- Anthurium acutibacca Croat & M.M.Mora
- Anthurium acutifolium Engl.
- Anthurium acutissimum Engl.
- Anthurium acutum N.E.Br.
- Anthurium aduncum Schott
- Anthurium affine Schott
- Anthurium agnatum Schott
- Anthurium alatipedunculatum Croat & R.Baker
- Anthurium alatum Engl.
- Anthurium albertiae Croat & D.C.Bay
- Anthurium albidum Sodiro
- Anthurium albispatha Sodiro
- Anthurium albovirescens Sodiro
- Anthurium alcatrazense Nadruz & Cath.
- Anthurium alegriasense Engl.
- Anthurium alluriquinense Croat
- Anthurium alticola Croat
- Anthurium amargalense Croat & M.M.Mora
- Anthurium ameliae Nadruz & Cath.
- Anthurium amnicola Dressler
- Anthurium amoenum Kunth & C.D.Bouché
- Anthurium anceps Sodiro
- Anthurium anchicayense Croat
- Anthurium ancuashii Croat & Carlsen
- Anthurium andicola Liebm.Anthurium andicola
- Anthurium andinum Engl.

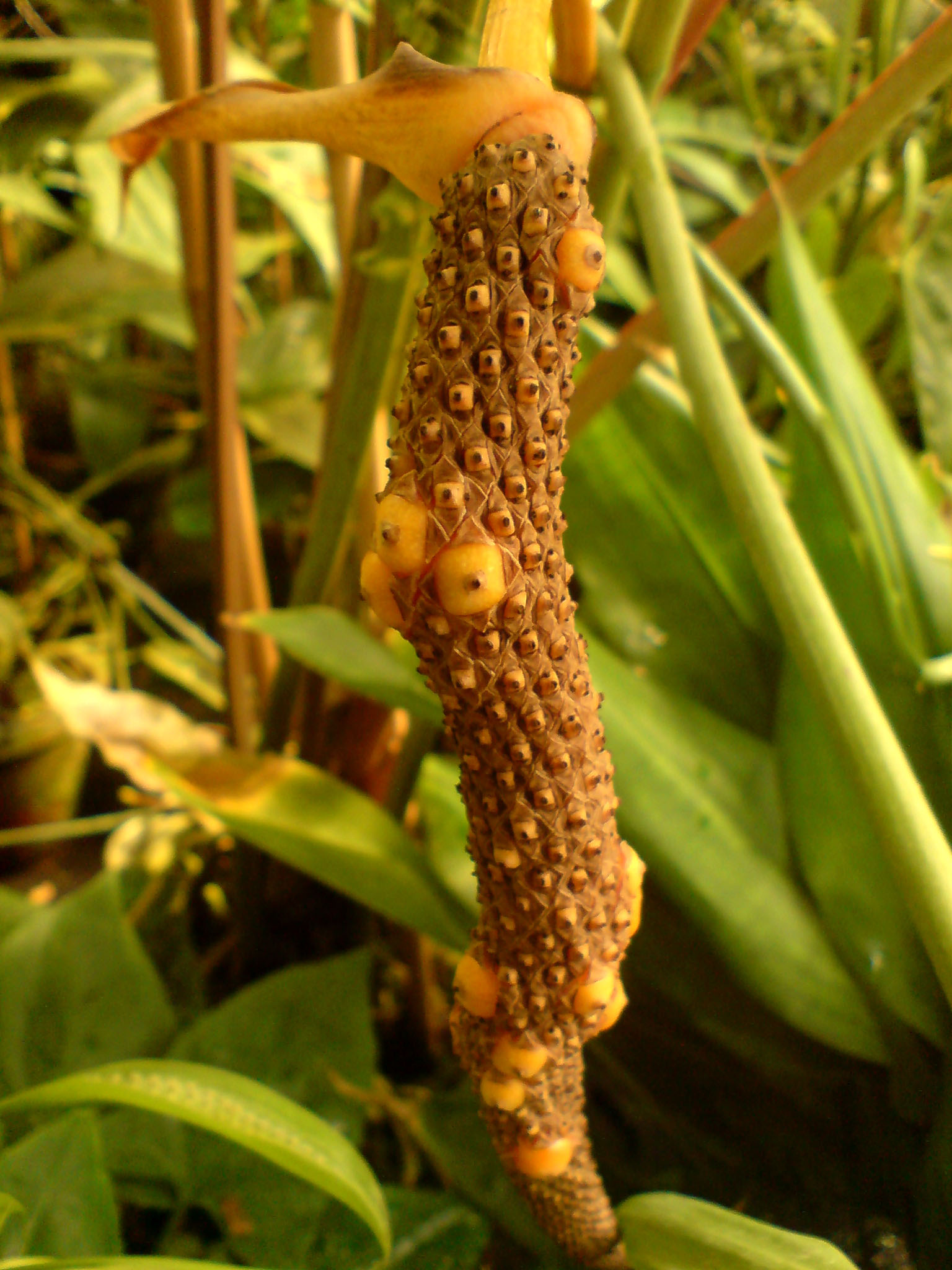
Anthurium andicola

- Anthurium andraeanum Linden ex AndréAnthurium andraeanum
- Anthurium andreslovinense Matuda
- Anthurium angosturense Engl.
- Anthurium angustatum (Kunth) Kunth
- Anthurium angustilaminatum Engl.
- Anthurium angustilobum Croat
- Anthurium angustisectum Engl.

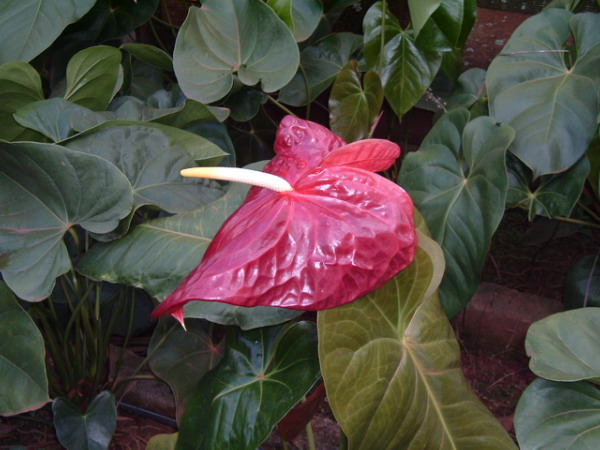
Anthurium andraeanum

- Anthurium angustispadix Croat & R.Baker
- Anthurium anorianum Croat
- Anthurium antioquiense Engl.
- Anthurium antonioanum Croat
- Anthurium antrophyoides Killip
- Anthurium apanui Croat
- Anthurium apaporanum R.E.Schult.
- Anthurium arenasense Croat & D.C.Bay
- Anthurium argyrophyllum Nadruz, Magno & Theófilo[3] Registro de uma planta em fase de reprodução, Anthurium argyrophyllum, coleção particular Um detalhe da inflorescência do Anthurium Argyrophyllum, coleção particular Detalhe da coloração prateada que a folha adulta ostenta (Anthurium argyrophyllum, coleção particular)

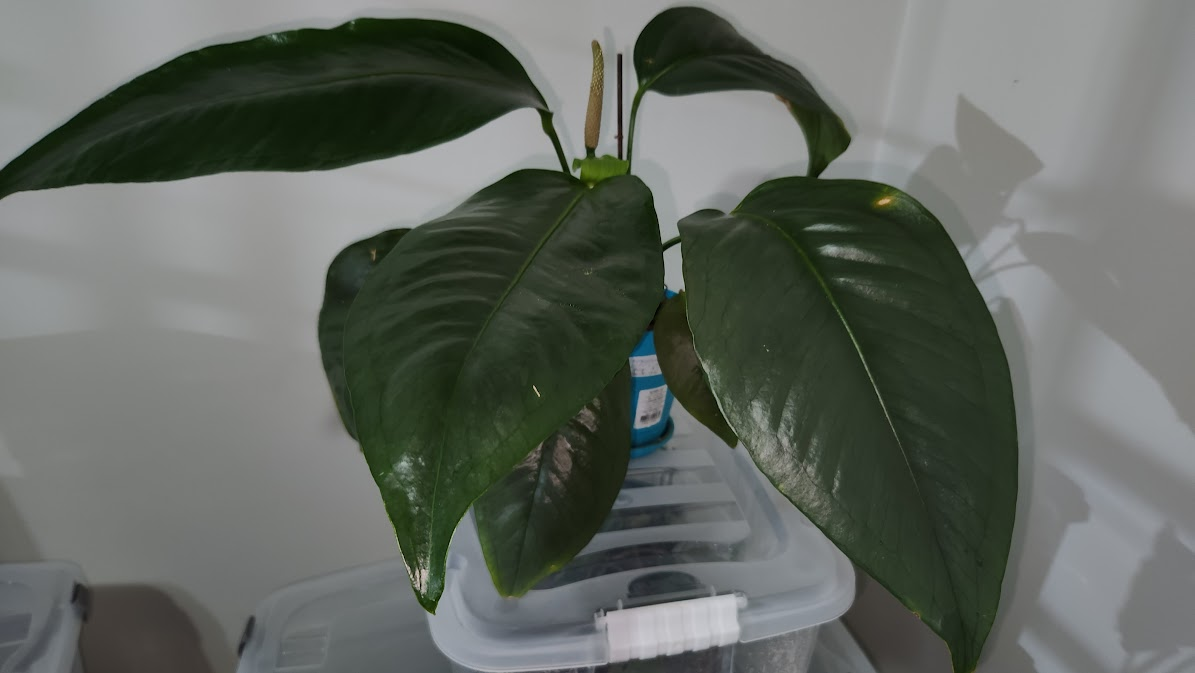
Registro de uma planta em fase de reprodução, Anthurium argyrophyllum, coleção particular

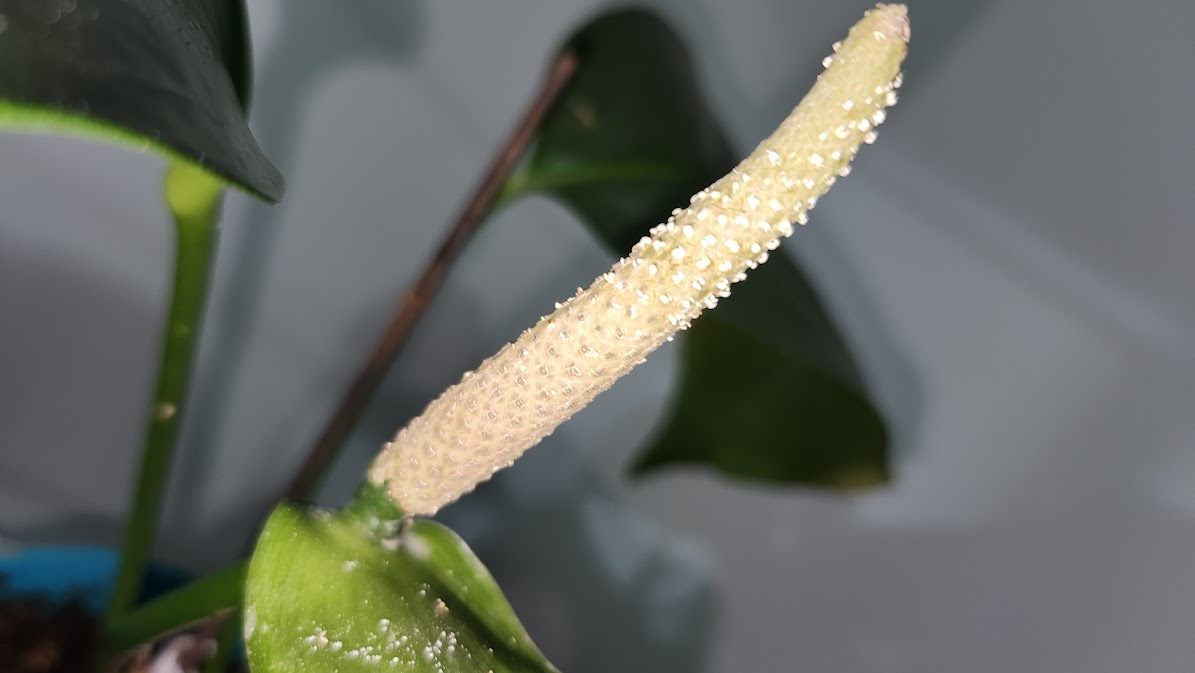
Um detalhe da inflorescência do Anthurium Argyrophyllum, coleção particular

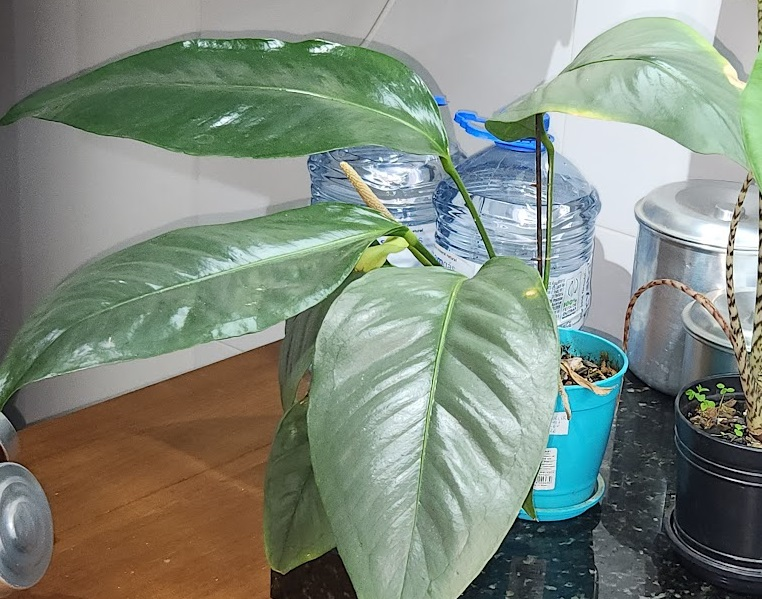
Detalhe da coloração prateada que a folha adulta ostenta (Anthurium argyrophyllum, coleção particular)

- Anthurium argyrostachyum SodiroAnthurium argyrostachium
- Anthurium arisaemoides Madison
- Anthurium aristatum Sodiro
- Anthurium armeniense Croat
- Anthurium aroense G.S.Bunting

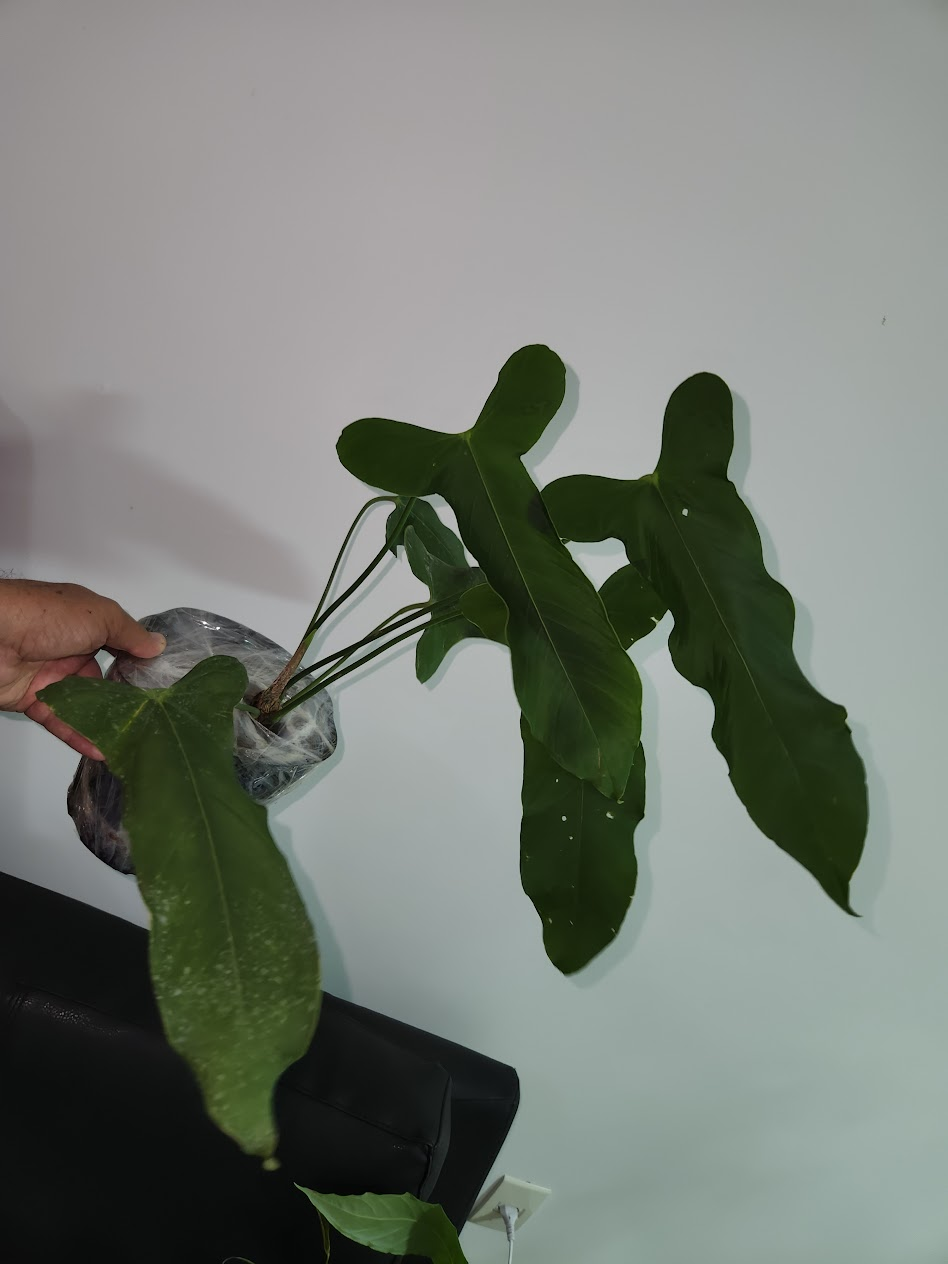
Anthurium argyrostachium

- Anthurium arusiense Croat & M.M.Mora
- Anthurium asplundii Croat
- Anthurium atamainii Croat
- Anthurium atramentarium Croat & Oberle
- Anthurium atropurpureum R.E.Schult. & Maguire
- Anthurium atroviride Sodiro
- Anthurium aureum Engl.
- Anthurium auritum Sodiro
- Anthurium austin-smithii Croat & R.Baker

## B
- Anthurium baguense Croat
- Anthurium bakeri Hook.f.Anthurium bakeri
- Anthurium balaoanum Engl.

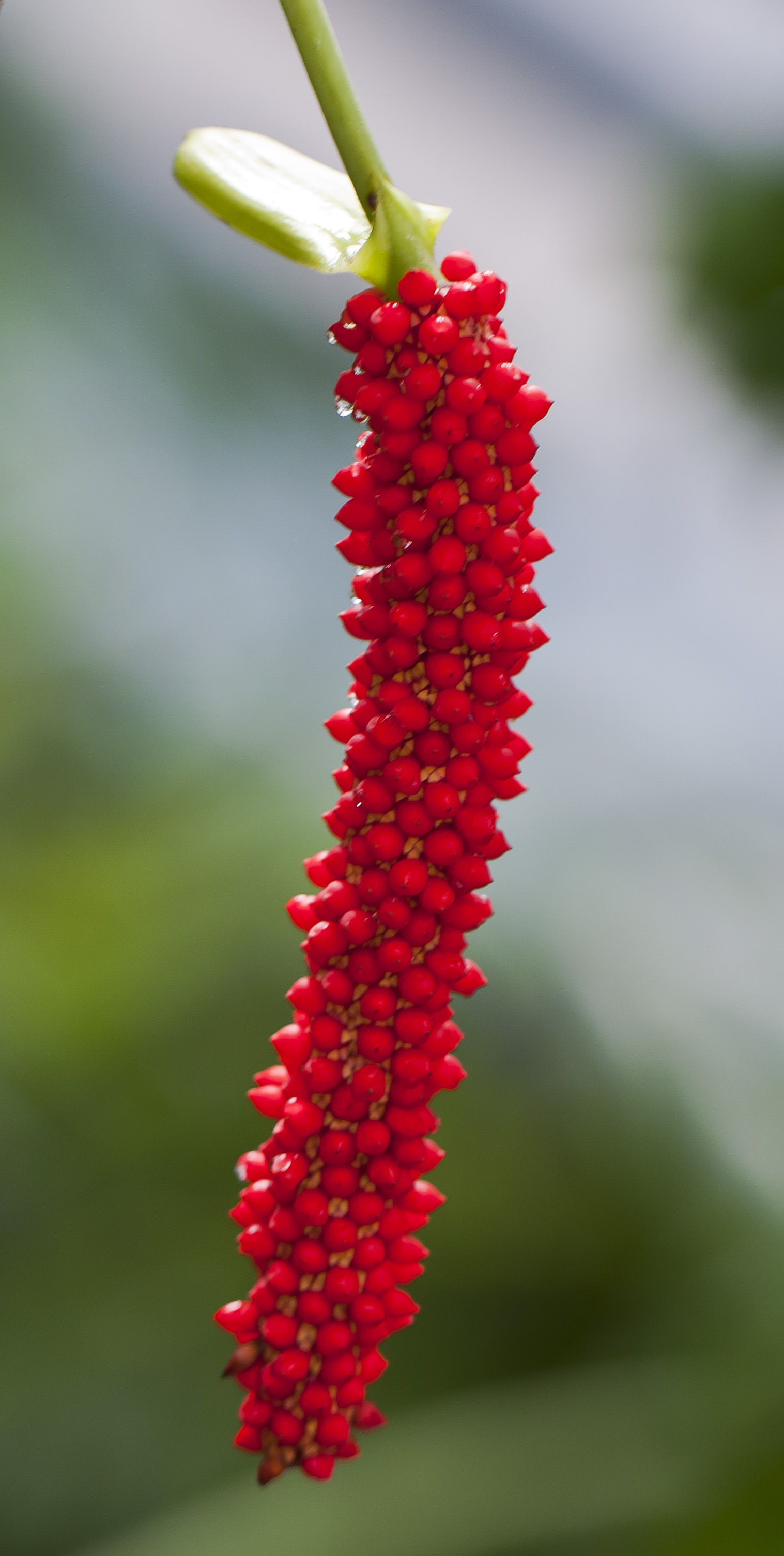
Anthurium bakeri

- Anthurium balslevii Croat & J.Rodr.Salvador
- Anthurium barbacoasense Engl.
- Anthurium barclayanum Engl.
- Anthurium barreranum Croat & D.C.Bay
- Anthurium barrieri Croat, Scherber. & G.Ferry
- Anthurium barryi Croat
- Anthurium basirotundum Croat
- Anthurium bayae Croat
- Anthurium beckii Croat & Acebey
- Anthurium bellum Schott
- Anthurium beltianum Standl. & L.O.Williams
- Anthurium bernardii Croat
- Anthurium berriozabalense Matuda
- Anthurium berryi G.S.Bunting
- Anthurium besseae Croat
- Anthurium betanianum Croat
- Anthurium bimarginatum Sodiro
- Anthurium binotii Linden
- Anthurium bittneri Grayum
- Anthurium blanchetianum Engl.
- Anthurium bocainense Cath. & Nadruz
- Anthurium bogotense Schott
- Anthurium bonplandii G.S.Bunting
- Anthurium boudetii Nadruz
- Anthurium brachypodum Sodiro
- Anthurium bradeanum Croat & Grayum
- Anthurium bragae Nadruz
- Anthurium bredemeyeri Schott
- Anthurium brenesii Croat & R.Baker
- Anthurium brent-berlinii Croat
- Anthurium brevipedunculatum Madison
- Anthurium brevipes Sodiro
- Anthurium breviscapum Kunth
- Anthurium brevispadix Croat
- Anthurium brittonianum Sodiro
- Anthurium bromelicola Mayo & L.P.Félix
- Anthurium brownii Mast.
- Anthurium bucayanum Croat
- Anthurium buchtienii K.Krause
- Anthurium buganum Engl.
- Anthurium bullianum Engl.
- Anthurium bullosum Sodiro
- Anthurium burgeri Croat & R.Baker
- Anthurium bushii Croat

## C
- Anthurium cabrerense Engl.
- Anthurium cabuyalense Croat & J.Rodr.Salvador
- Anthurium cachabianum Sodiro[4]
- Anthurium cainarachense Engl.
- Anthurium calimense Croat & D.C.Bay
- Anthurium callejasii Croat
- Anthurium caloveboranum Croat
- Anthurium campii Croat
- Anthurium camposii Sodiro
- Anthurium canaliculatum Sodiro
- Anthurium candolleanum Sodiro
- Anthurium caperatum Croat & R.Baker
- Anthurium caraboboense Croat
- Anthurium caramantae Engl.
- Anthurium carchiense Croat
- Anthurium carinatum Engl.
- Anthurium caripense G.S.Bunting
- Anthurium carneospadix Engl.
- Anthurium carnosum Croat & R.Baker
- Anthurium carpishense Croat
- Anthurium cartiense Croat
- Anthurium cartilagineum (Desf.) Kunth
- Anthurium cataniapoense Croat
- Anthurium caucanum Engl.
- Anthurium caucavallense Croat
- Anthurium caulorrhizum Sodiro
- Anthurium ceratiinum Diels
- Anthurium ceronii Croat
- Anthurium cerrateae Croat & Lingán
- Anthurium cerrobaulense Matuda
- Anthurium cerrocampanense Croat
- Anthurium cerropelonense Matuda
- Anthurium cerropirrense Croat
- Anthurium chamberlainii Mast.Exemplar de Anthurium Chamberlainii cultivado em vaso, coleção particular.
- Anthurium chamulense Matuda
- Anthurium chiapasense Standl.

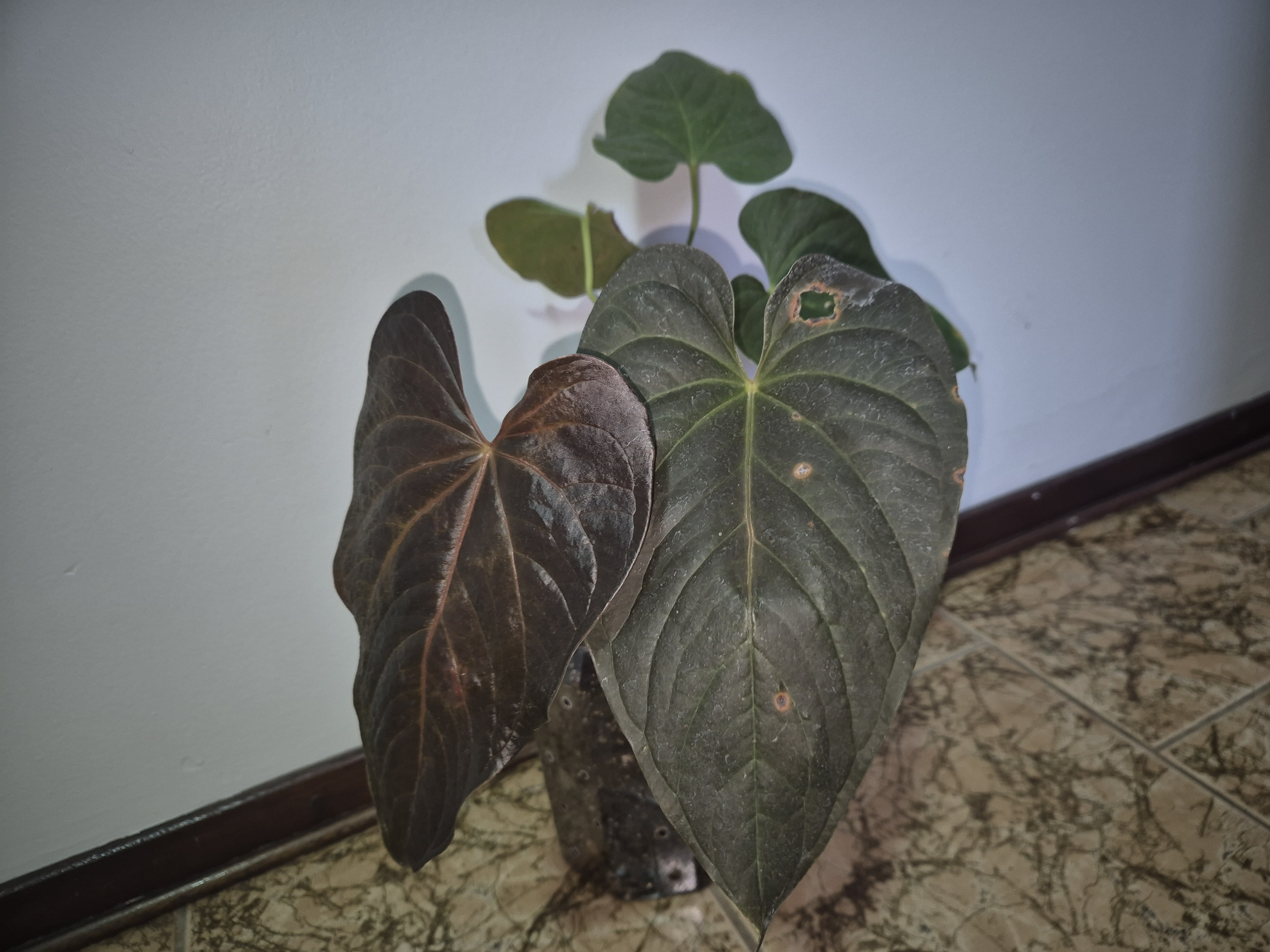
Exemplar de Anthurium Chamberlainii cultivado em vaso, coleção particular.

- Anthurium chimborazense Croat & Carlsen
- Anthurium chinchipense Croat & Lingán
- Anthurium chinimense Croat
- Anthurium chiriquense Standl.
- Anthurium chocoense Croat
- Anthurium chorense Engl.
- Anthurium chorranum Croat
- Anthurium chrysolithos Croat & Oberle
- Anthurium churutense Croat & Cornejo
- Anthurium cinereopetiolatum Croat
- Anthurium circinatum Croat
- Anthurium citrifolium Sodiro
- Anthurium clarinervium Matuda
- Anthurium clathratum Sodiro
- Anthurium clavatum Croat & R.Baker
- Anthurium clavigerum Poepp.
- Anthurium cleistanthum G.M.Barroso
- Anthurium clidemioides Standl.Anthurium Clidemioides cultivado em vaso, coleção particular
- Anthurium coclense Croat
- Anthurium codajasii G.M.Barroso
- Anthurium coerulescens Engl.

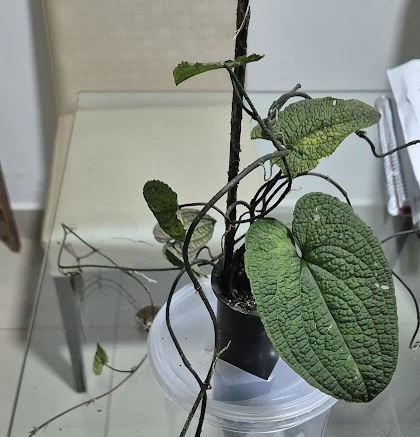
Anthurium Clidemioides cultivado em vaso, coleção particular

- Anthurium cogolloanum Croat & M.M.Mora
- Anthurium coleomischum Gilli
- Anthurium coleorrhiza Croat & D.C.Bay
- Anthurium collinsii Croat
- Anthurium colonchense Croat & Cornejo
- Anthurium colonense Croat
- Anthurium colonicum K.Krause
- Anthurium coloradense Croat
- Anthurium comtum Schott
- Anthurium concinnatum Schott
- Anthurium concolor K.Krause
- Anthurium conjunctum K.Krause
- Anthurium consimile Schott
- Anthurium consobrinum Schott
- Anthurium conspicuum Sodiro
- Anthurium constrictum Croat & Carlsen
- Anthurium conterminum Sodiro
- Anthurium corallinum Poepp.
- Anthurium cordatotriangulum Matuda
- Anthurium cordatum (L.) Schott
- Anthurium cordifolium (Raf.) Kunth
- Anthurium cordiforme Sodiro
- Anthurium cordobense Croat & D.C.Bay
- Anthurium cordulatum Sodiro
- Anthurium coriaceum G.Don
- Anthurium coripatense N.E.Br. ex Engl.
- Anthurium correae Croat
- Anthurium corrugatum Sodiro
- Anthurium cotobrusii Croat & R.Baker
- Anthurium cowanii Croat
- Anthurium crassifolium N.E.Br.
- Anthurium crassilaminum Croat
- Anthurium crassinervium (Jacq.) Schott
- Anthurium crassiradix Croat
- Anthurium crassitepalum Croat
- Anthurium crassivenium Engl.
- Anthurium crenatum (L.) Kunth
- Anthurium croatii Madison
- Anthurium crystallinum Linden & André
- Anthurium cuasicanum Croat
- Anthurium cubense Engl.
- Anthurium cucullispathum Croat
- Anthurium cultorum carece de fontes[5]
- Anthurium cultrifolium Schott
- Anthurium cupreonitens Engl.
- Anthurium cupreum Engl.
- Anthurium cupulispathum Croat & J.Rodr.Salvador
- Anthurium curicuriariense Croat
- Anthurium curtispadix Croat
- Anthurium curvilaminum Croat
- Anthurium curvispadix Croat
- Anthurium cuspidatum Mast.
- Anthurium cuspidiferum Sodiro
- Anthurium cutucuense Madison
- Anthurium cuyabenoense Croat
- Anthurium cylindratum Croat & D.C.Bay
- Anthurium cymbiforme N.E.Br.
- Anthurium cymbispatha Sodiro

## D
- Anthurium daguense Engl.
- Anthurium darcyi Croat
- Anthurium davidsei Croat
- Anthurium davidsoniae Standl.
- Anthurium debilipeltatum Croat
- Anthurium debilis Croat & D.C.Bay
- Anthurium decurrens Poepp.
- Anthurium deflexum Engl.
- Anthurium dendrobates Sodiro
- Anthurium denudatum Engl.
- Anthurium diazii Croat
- Anthurium digitatum (Jacq.) G.Don  Detalle de Anthurium digitatum
- Anthurium dolichocnemum Croat
- Anthurium dolichophyllum Sodiro
- Anthurium dolichostachyum Sodiro

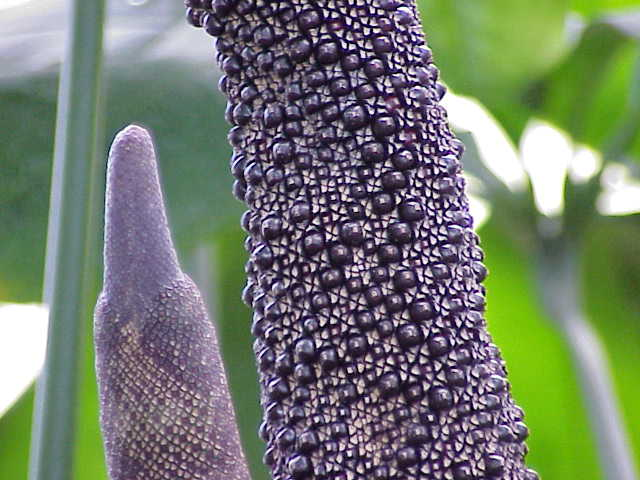
Detalle de Anthurium digitatum

- Anthurium dombeyanum Brongn. ex Engl.
- Anthurium dominicense Schott
- Anthurium draconopterum Sodiro
- Anthurium dressleri Croat
- Anthurium dukei Croat
- Anthurium durandii Engl.
- Anthurium dussii Engl.
- Anthurium dwyeri Croat

## E
- Anthurium ecuadorense Engl.
- Anthurium effusiloense Croat
- Anthurium effusispathum Croat
- Anthurium eggersii Engl.Anthurium eggersii
- Anthurium eichleri Engl.

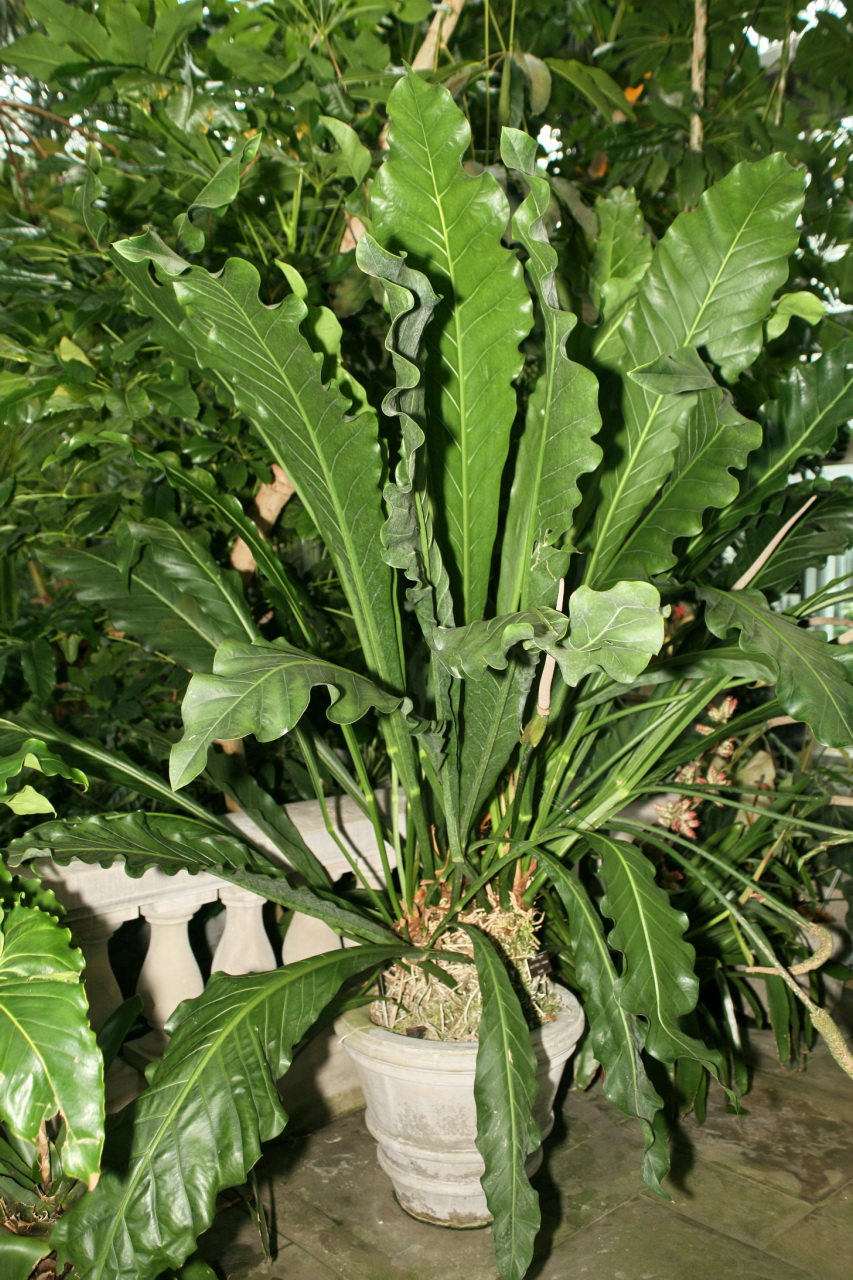
Anthurium eggersii

- Anthurium elatius Sodiro Sinônimo de Anthurium ovatifoliu Engl.[6]
- Anthurium emarginatum Baker
- Anthurium eminens Schott
- Anthurium ensifolium Bogner & E.G.Gonç.
- Anthurium ericae Diels
- Anthurium ernestii Engl.
- Anthurium erskinei Mayo
- Anthurium erythrostachyum Croat
- Anthurium esmeraldense Sodiro
- Anthurium eximium Engl.
- Anthurium expansum Gleason
- Anthurium exstipulatum Sodiro

## F
- Anthurium fasciale Sodiro
- Anthurium fatoense K.Krause
- Anthurium faustomirandae Pérez-Farr. & Croat
- Anthurium fendleri SchottAnthurium fendleri
- Anthurium fernandezii Croat

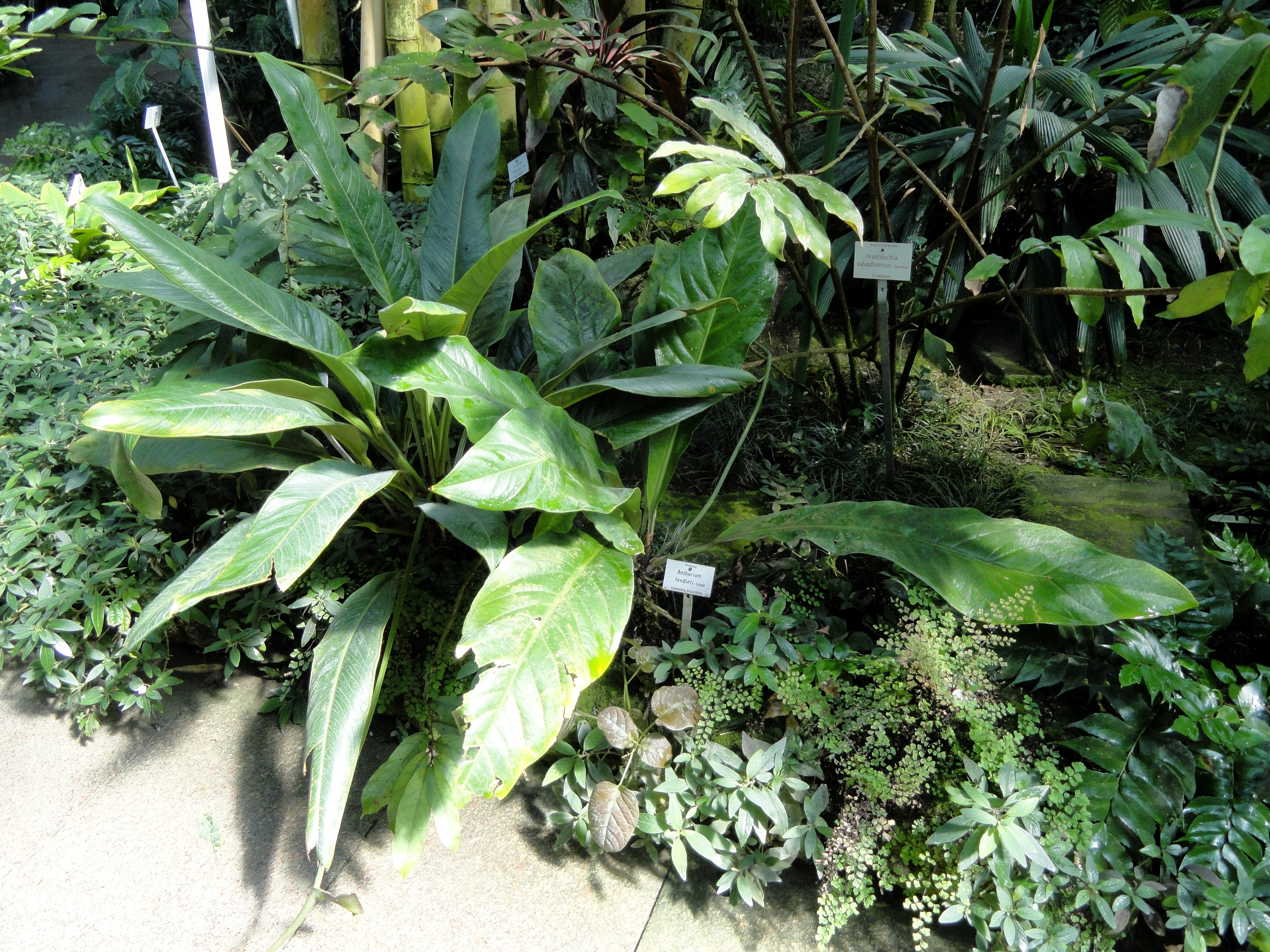
Anthurium fendleri

- Anthurium ferrierense x Bergman (A. andreanum x A. nymphaeifolium)  Gard. Chron. 2: 758. 1883
- Anthurium filiforme Engl.
- Anthurium flavescens Poepp.
- Anthurium flavidum N.E.Br.
- Anthurium flavolineatum Sodiro
- Anthurium flavoviride Engl.
- Anthurium flexile Schott
- Anthurium folsomianum Croat
- Anthurium fontellanum Nadruz & Leoni
- Anthurium fontoides R.E.Schult.
- Anthurium foreroanum Croat
- Anthurium forgetii N.E.Br.
- Anthurium formosum Schott
- Anthurium fornicifolium Croat
- Anthurium fortunatum G.S.Bunting
- Anthurium fosteri Croat
- Anthurium fragae Nadruz
- Anthurium fragrans Croat & D.C.Bay
- Anthurium fragrantissimum Croat
- Anthurium fraseri Engl.
- Anthurium friedrichsthalii Schott
- Anthurium funiferum Klotzsch & H.Karst. ex Engl.
- Anthurium furcatum Sodiro
- Anthurium fuscopunctatum Sodiro
- Anthurium fusiforme Croat

## G
- Anthurium gaffurii Sodiro
- Anthurium galactospadix Croat
- Anthurium galeanoae Croat & M.M.Mora
- Anthurium galeottii K.Koch Exemplar de coleção particular de Anthurium Galeottii cultivado em vaso
- Anthurium galileanum Croat
- Anthurium gaudichaudianum Kunth
- Anthurium gehrigeri Croat
- Anthurium geitnerianum A.Regel
- Anthurium geniculatum Sodiro
- Anthurium gentryi Croat
- Anthurium giganteum Engl.
- Anthurium ginesii Croat
- Anthurium giraldoi Croat
- Anthurium gladiifolium Schott
- Anthurium glanduligerum Engl.
- Anthurium glaucophyllum Sodiro
- Anthurium glaucospadix Croat
- Anthurium globosum Croat
- Anthurium gomesianum Nadruz
- Anthurium gonzalezii Croat

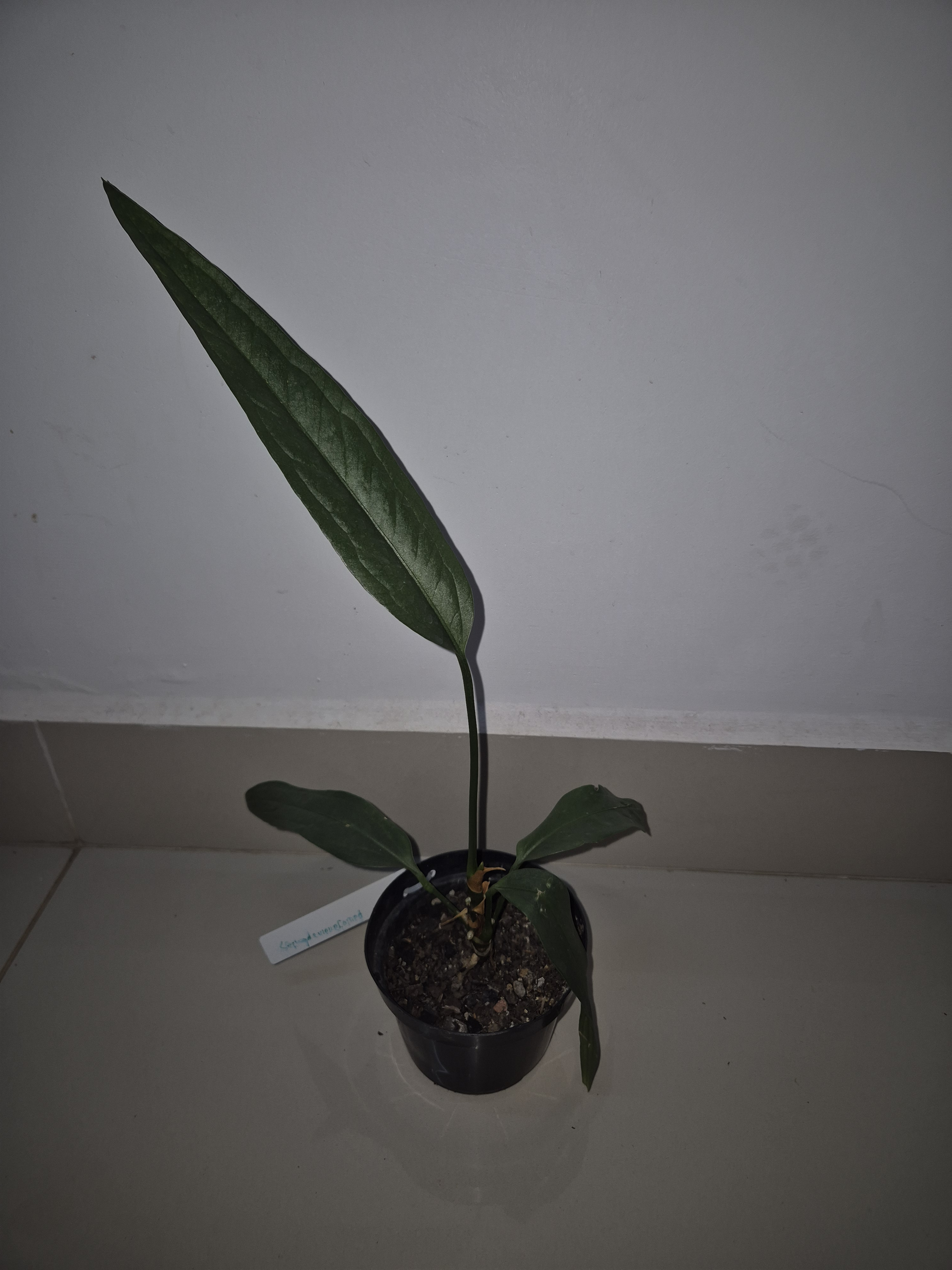
Exemplar de coleção particular de Anthurium Galeottii cultivado em vaso

- Anthurium gracile (Rudge) Lindl.Anthurium gracile
- Anthurium gracililaminum Croat

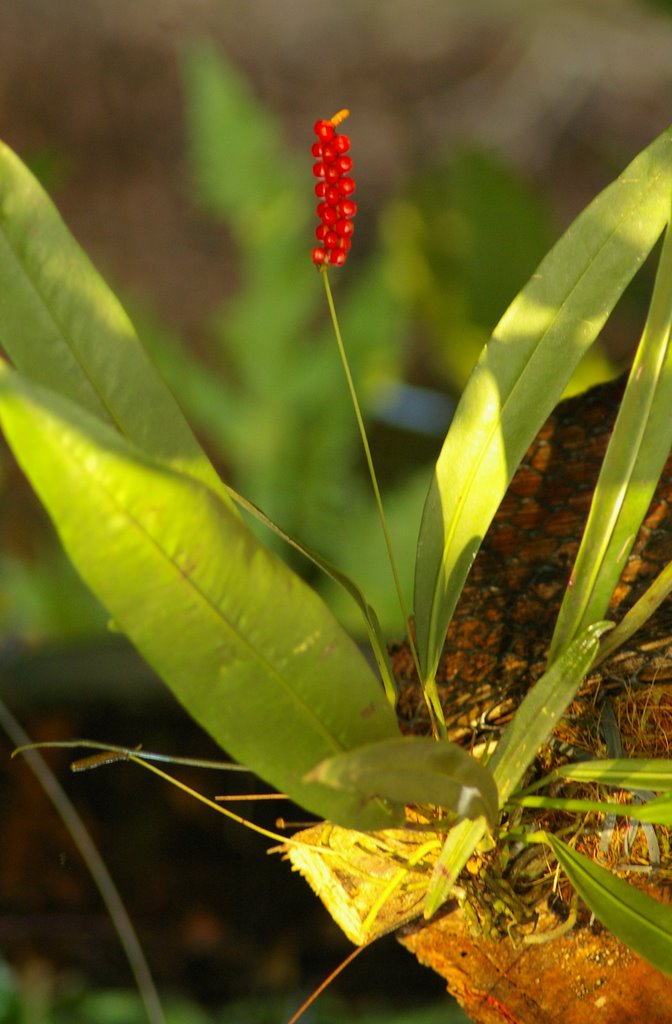
Anthurium gracile

- Anthurium gracilipedunculatum K.Krause
- Anthurium gracilispadix Croat
- Anthurium grande W.Bull
- Anthurium grandicataphyllum Croat & M.M.Mora
- Anthurium grandifolium (Jacq.) Kunth
- Anthurium grex-avium Madison
- Anthurium gualeanum Engl.
- Anthurium guanacense Engl.
- Anthurium guanchezii G.S.Bunting
- Anthurium guatemalense Croat, Cast.Mont & Vannini
- Anthurium guayaquilense Engl.
- Anthurium guildingii Schott, 1857[7]
- Anthurium gustavii Regel
- Anthurium gymnopus Griseb.

## H
- Anthurium hacumense Engl.
- Anthurium hagsaterianum Haager
- Anthurium halmoorei Croat
- Anthurium hamiltonii Croat & Lingán
- Anthurium hammelii Croat
- Anthurium harrisii (Graham) G.Don
- Anthurium hastifolium Sodiro
- Anthurium hebetatilaminum Croat & J.Rodr.Salvador
- Anthurium hebetatum Croat
- Anthurium herthae K.Krause
- Anthurium hieronymi Engl.
- Anthurium hinoideum Croat & D.C.Bay
- Anthurium hodgei Croat, M.M.Mora & Oberle
- Anthurium hoehnei K.Krause
- Anthurium hoffmannii Schott
- Anthurium holm-nielsenii Croat
- Anthurium holquinianum Croat & D.C.Bay
- Anthurium hookeri KunthAnthurium hookeri
- Anthurium hornitense Croat

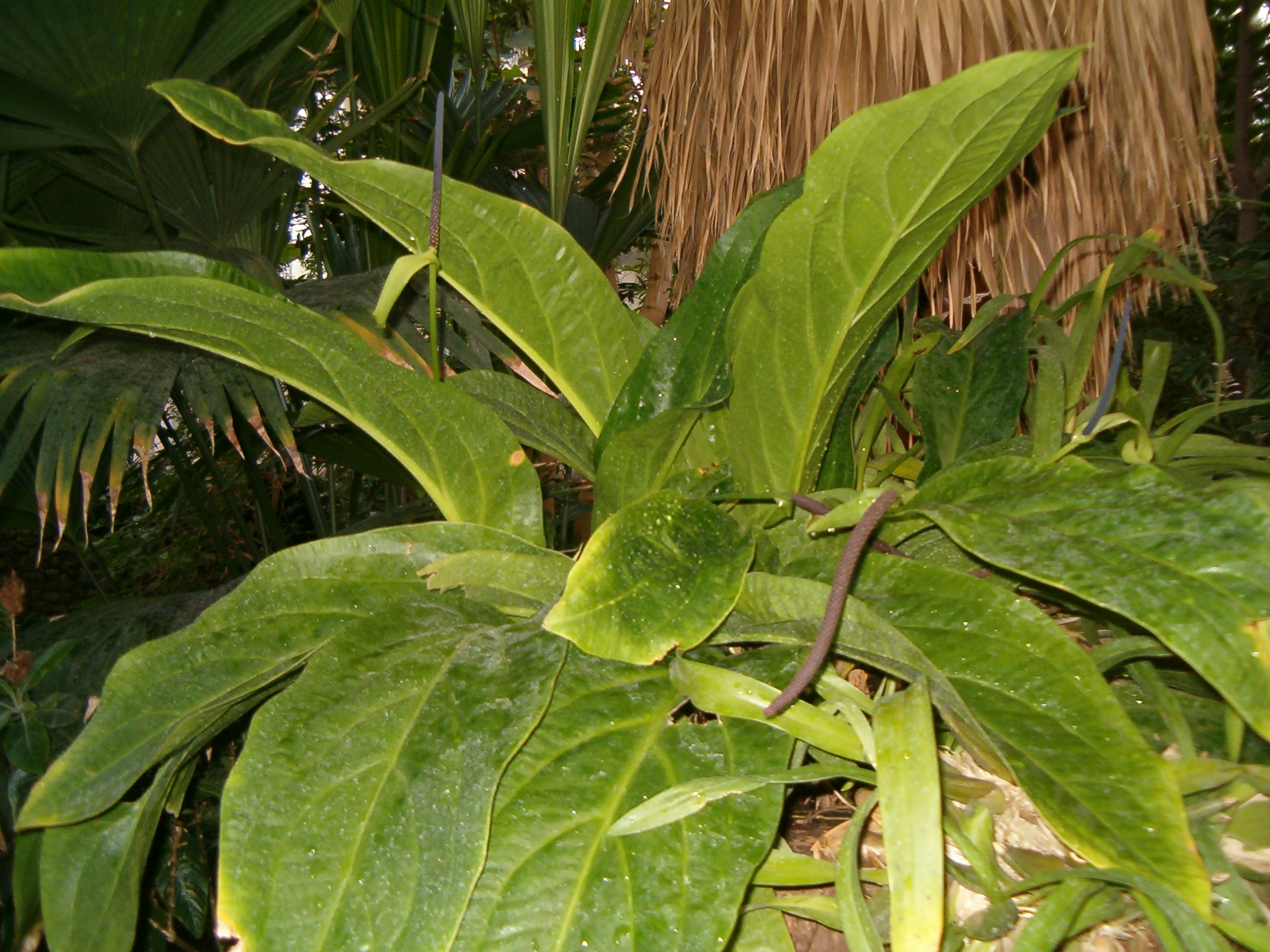
Anthurium hookeri

- Anthurium hortulanum x Birdsey  Cult. Aroids 34. 1951
- Anthurium huacamayoense Croat
- Anthurium huallagense Engl.
- Anthurium huampamiense Croat
- Anthurium huanucense Engl.
- Anthurium huashikatii Croat
- Anthurium huautlense Matuda
- Anthurium huixtlense Matuda
- Anthurium humboldtianum Kunth
- Anthurium humoense Croat
- Anthurium hutchisonii Croat
- Anthurium hygrophilum Engl.

## I
- Anthurium ianthinopodum (Engl.) Nadruz & Mayo
- Anthurium icanense G.M.Barroso
- Anthurium idmense K.Krause
- Anthurium illepidum Schott
- Anthurium iltisii Croat
- Anthurium imperiale Miq. ex Schott
- Anthurium impolitum Croat
- Anthurium incomptum Madison
- Anthurium inconspicuum N.E.Br.
- Anthurium incurvatum Engl.
- Anthurium incurvum Engl.
- Anthurium infectorium R.E.Schult.
- Anthurium intermedium Kunth
- Anthurium interruptum Sodiro
- Anthurium inzanum Engl.
- Anthurium ionanthum Croat
- Anthurium iramireziae G.S.Bunting
- Anthurium isidroense Croat & D.C.Bay

## J
- Anthurium jaramilloi Croat & J.Rodr.Salvador
- Anthurium jefense Croat
- Anthurium jenmanii Engl.
- Anthurium jilekii Schott
- Anthurium jimenae Croat
- Anthurium joaquinense Croat & D.C.Bay
- Anthurium johnmackii Croat & Oberle
- Anthurium johnsoniae Croat
- Anthurium josei Croat
- Anthurium julianii G.S.Bunting
- Anthurium julospadix Sodiro
- Anthurium jureianum Cath. & Olaio

## K
- Anthurium kallunkiae Croat
- Anthurium kamemotoanum Croat
- Anthurium karstenianum Engl.
- Anthurium kastelskii Schott
- Anthurium kayapii Croat
- Anthurium knappiae Croat
- Anthurium krukovii Croat
- Anthurium kugkumasii Croat
- Anthurium kunthii Poepp.
- Anthurium kusuense Croat

## L
- Anthurium lacerdae Reitz
- Anthurium laciniosum Sodiro
- Anthurium lactifructum Croat
- Anthurium lancea Sodiro
- Anthurium lancetillense Croat
- Anthurium lancifolium Schott
- Anthurium langendoenii Croat & D.C.Bay
- Anthurium langsdorffii Schott
- Anthurium lanjouwii A.M.E.Jonker & Jonker
- Anthurium lapoanum  Croat, DPHannon & Hormell Muda pequena de Anthurium Lapoanum, exemplar cultivado em vaso, coleção particular[8]
- Anthurium latemarginatum Sodiro
- Anthurium latissimum Engl.
- Anthurium laucheanum K.Koch
- Anthurium lautum Croat & D.C.Bay
- Anthurium lechlerianum Schott
- Anthurium lehmannii Engl.
- Anthurium lennartii Croat
- Anthurium lentii Croat & R.Baker
- Anthurium leonianum Sodiro
- Anthurium leonii E.G.Gonç.
- Anthurium leptocaule Croat
- Anthurium leptostachyum Schott
- Anthurium leuconeurum Lem.
- Anthurium leveaui Croat
- Anthurium lezamae Matuda
- Anthurium lhotzkyanum Schott
- Anthurium licium Croat & Oberle
- Anthurium lievenii Regel ex Engl.
- Anthurium ligulare Croat
- Anthurium lilacinum G.S.Bunting
- Anthurium limonense Grayum

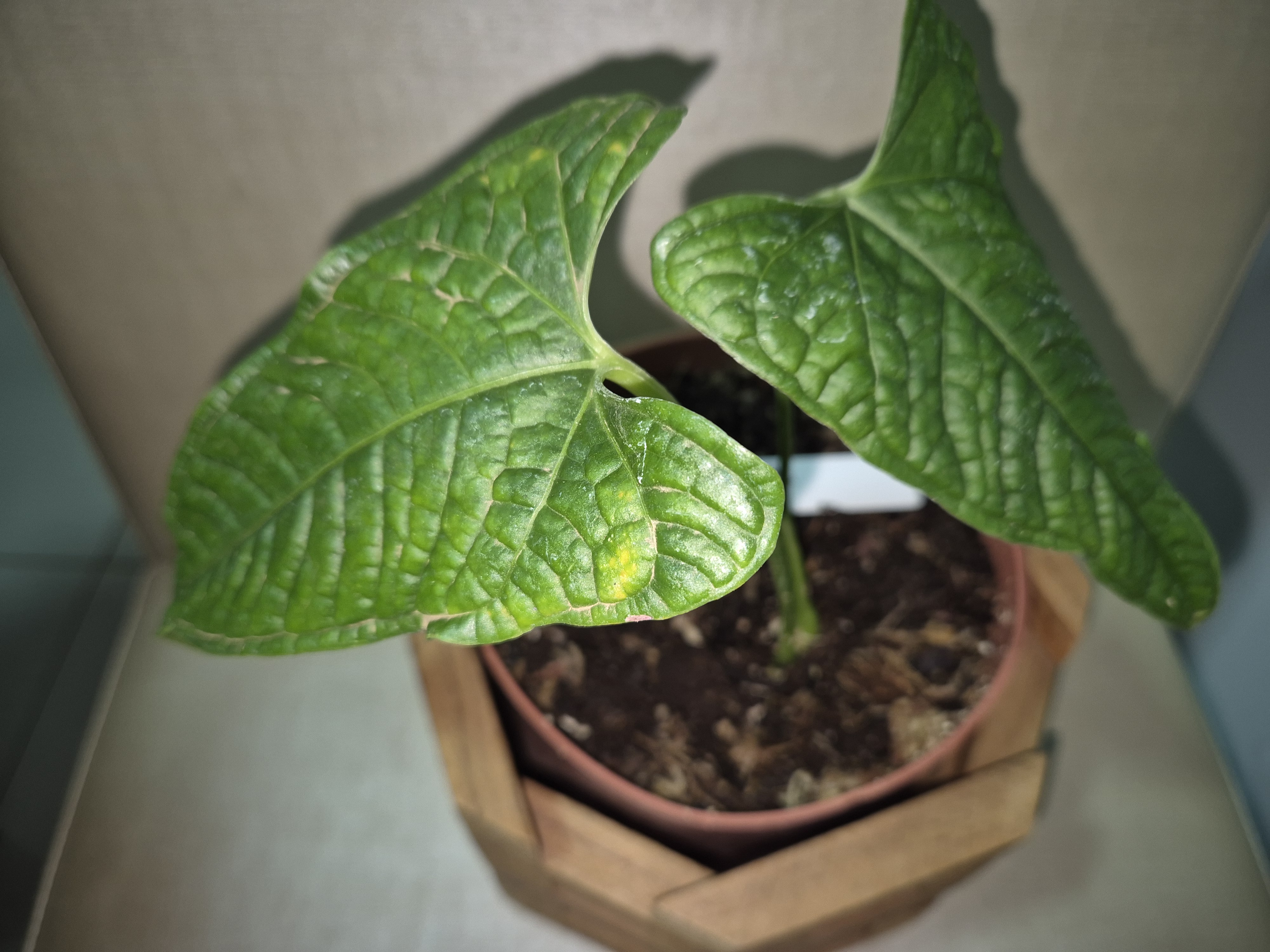
Muda pequena de Anthurium Lapoanum, exemplar cultivado em vaso, coleção particular

- Anthurium lindenianum K.Koch & Augustin
- Anthurium lindmanianum Engl.
- Anthurium lineolatum Sodiro
- Anthurium linganii Croat
- Anthurium lingua Sodiro
- Anthurium linguifolium Engl.
- Anthurium llanense Croat
- Anthurium llewellynii Croat
- Anthurium lloense Sodiro
- Anthurium loefgrenii Engl.
- Anthurium lojtnantii Croat
- Anthurium longicaudatum Engl.
- Anthurium longicuspidatum Engl.
- Anthurium longifolium (Hoffm.) G.Don
- Anthurium longigeniculatum Engl.
- Anthurium longilaminatum  Engl., Bot. Jahrb. Syst. 25: 399. 1898
- Anthurium longipeltatum Matuda
- Anthurium longipes N.E.Br.
- Anthurium longispadiceum K.Krause
- Anthurium longissimilobum Croat
- Anthurium longissimum Pittier
- Anthurium longistamineum Engl.
- Anthurium longistipitatum Croat
- Anthurium longiusculum Croat
- Anthurium loretense Croat
- Anthurium louisii Croat & R.Baker
- Anthurium lucens Standl.
- Anthurium lucidum Kunth
- Anthurium lucioi Nadruz
- Anthurium lucorum Engl.
- Anthurium luschnathianum Kunth
- Anthurium lutescens Engl.
- Anthurium luteynii Croat
- Anthurium luxurians Croat & R.N.Cirino
- Anthurium lygrum Croat & D.C.Bay

## M
- Anthurium macarenense  R.E.Schult. & Idrobo
- Anthurium macbridei K.Krause
- Anthurium macdanielii Croat
- Anthurium machetioides Matuda
- Anthurium macleanii Schott
- Anthurium macphersonii Croat & Oberle
- Anthurium macrocephalum R.E.Schult.
- Anthurium macrolobium x hort. ex W. Bull
- Anthurium macrolonchium Sodiro
- Anthurium macrophyllum (Sw.) Schott
- Anthurium macrospadix Lem.
- Anthurium macrourum Sodiro
- Anthurium maculosum Sodiro
- Anthurium madisonianum Croat
- Anthurium magdae Croat & Lingán
- Anthurium magnificum Linden Anthurium magnificum

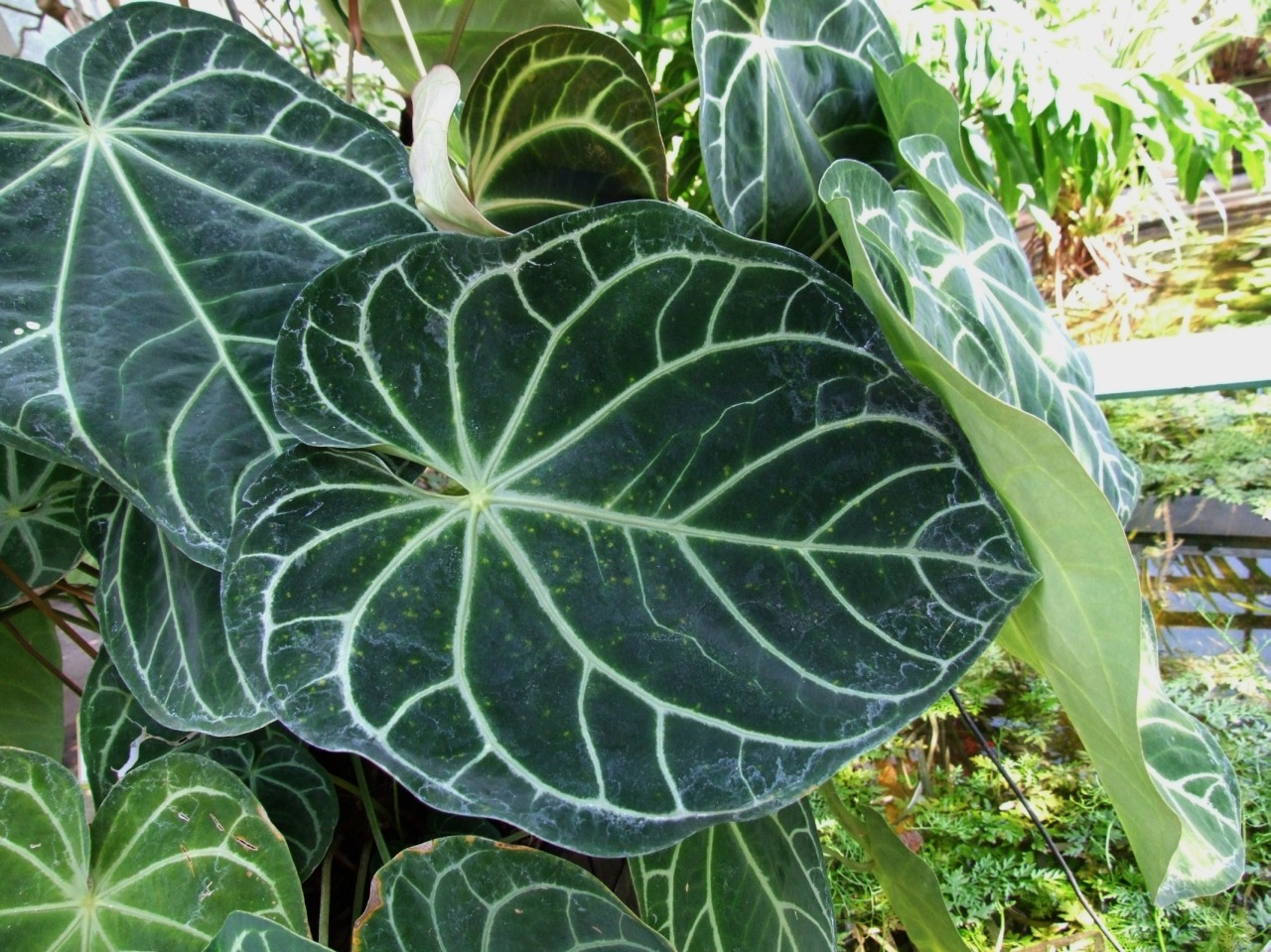
Anthurium magnificum

- Anthurium magnifolium Croat & J.Rodr.Salvador
- Anthurium maguirei A.D.Hawkes
- Anthurium malagaense  Croat & D.C.Bay
- Anthurium malianum Croat
- Anthurium manabianum Croat
- Anthurium mancuniense  C.D.Adams
- Anthurium manuanum Croat
- Anthurium marense  K.Krause
- Anthurium margaricarpum Sodiro
- Anthurium marginellum Sodiro
- Anthurium mariae Croat & Lingán
- Anthurium maricense  Nadruz & Mayo
- Anthurium marinoanum Croat
- Anthurium marmoratum Sodiro
- Anthurium martianum K.Koch & Kolb
- Anthurium masfense  Sodiro
- Anthurium maximilianii Schott
- Anthurium maximum (Desf.) Engl.
- Anthurium megapetiolatum E.G.Gonç.
- Anthurium melastomatis Croat
- Anthurium membranaceum Sodiro
- Anthurium metallicum Linden ex Schott
- Anthurium michelii Guillaumin
- Anthurium microphyllum (Raf.) G.Don
- Anthurium microspadix Schott
- Anthurium minarum Sakuragui & Mayo
- Anthurium mindense  Sodiro
- Anthurium miniatum Sodiro
- Anthurium modicum Croat & Oberle
- Anthurium montanum Hemsl.
- Anthurium monteverdense  Croat & R.Baker
- Anthurium monticola Engl.
- Anthurium monzonense  Engl.
- Anthurium moonenii Croat & E.G.Gonç.
- Anthurium morae Croat
- Anthurium moronense  Croat & Carlsen
- Anthurium mostaceroi Croat
- Anthurium mourae Engl.
- Anthurium multinervium Engl.
- Anthurium multisulcatum Engl.
- Anthurium myosuroides (Kunth) Endl.
- Anthurium myosurus Sodiro

## N
- Anthurium nakamurae Matuda
- Anthurium nanum R.E.Schult.
- Anthurium napaeum Engl.
- Anthurium narinoense Croat
- Anthurium navasii Sodiro
- Anthurium naviculare Cath. & Nadruz
- Anthurium nelsonii Croat
- Anthurium nemorale Sodiro
- Anthurium nemoricola R.E.Schult. & Maguire
- Anthurium nervatum Croat
- Anthurium nicolasianum Engl.
- Anthurium nigrescens Engl.
- Anthurium nigropunctatum Croat & J.Rodr.Salvador
- Anthurium niqueanum Croat
- Anthurium nitens Sodiro
- Anthurium nitidulum Engl.
- Anthurium nitidum Benth.
- Anthurium nizandense Matuda
- Anthurium nubicola G.S.Bunting
- Anthurium nutibarense Croat
- Anthurium nymphaeifolium K.Koch & C.D.Bouché Exemplar de Anthurium Nymphaeifolium em cultivo em vaso, com três inflorescências, coleção particular

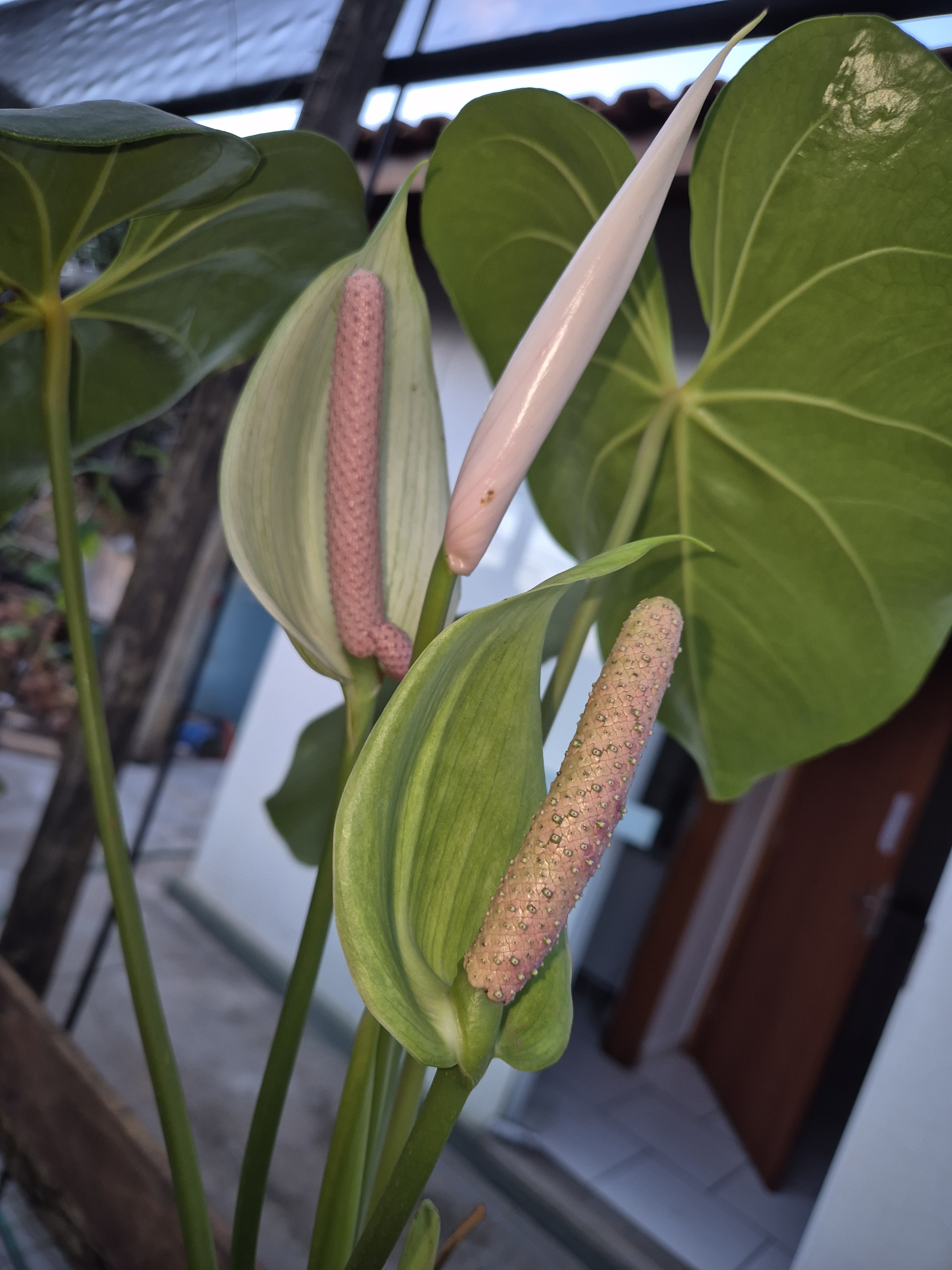
Exemplar de Anthurium Nymphaeifolium em cultivo em vaso, com três inflorescências, coleção particular

## O
- Anthurium obliquatum Schott
- Anthurium oblongocordatum Engl.
- Anthurium obpyriforme Leimbeck
- Anthurium obscurinervium Croat
- Anthurium obtusatum Engl.
- Anthurium obtusifolium (W.T.Aiton) G.Don
- Anthurium obtusilobum Schott
- Anthurium obtusum (Engl.) Grayum Anthurium obtusum
- Anthurium occidentale Sodiro
- Anthurium ochranthum K.Koch
- Anthurium ochreatum Sodiro
- Anthurium ocotepecense Matuda
- Anthurium oerstedianum Schott
- Anthurium oreodoxum Sodiro
- Anthurium oreophilum Sodiro
- Anthurium organense Engl.
- Anthurium orientale Sodiro
- Anthurium orteganum Engl.
- Anthurium ottobuchtienii Croat
- Anthurium ottonis K.Krause
- Anthurium ovatifolium Engl.

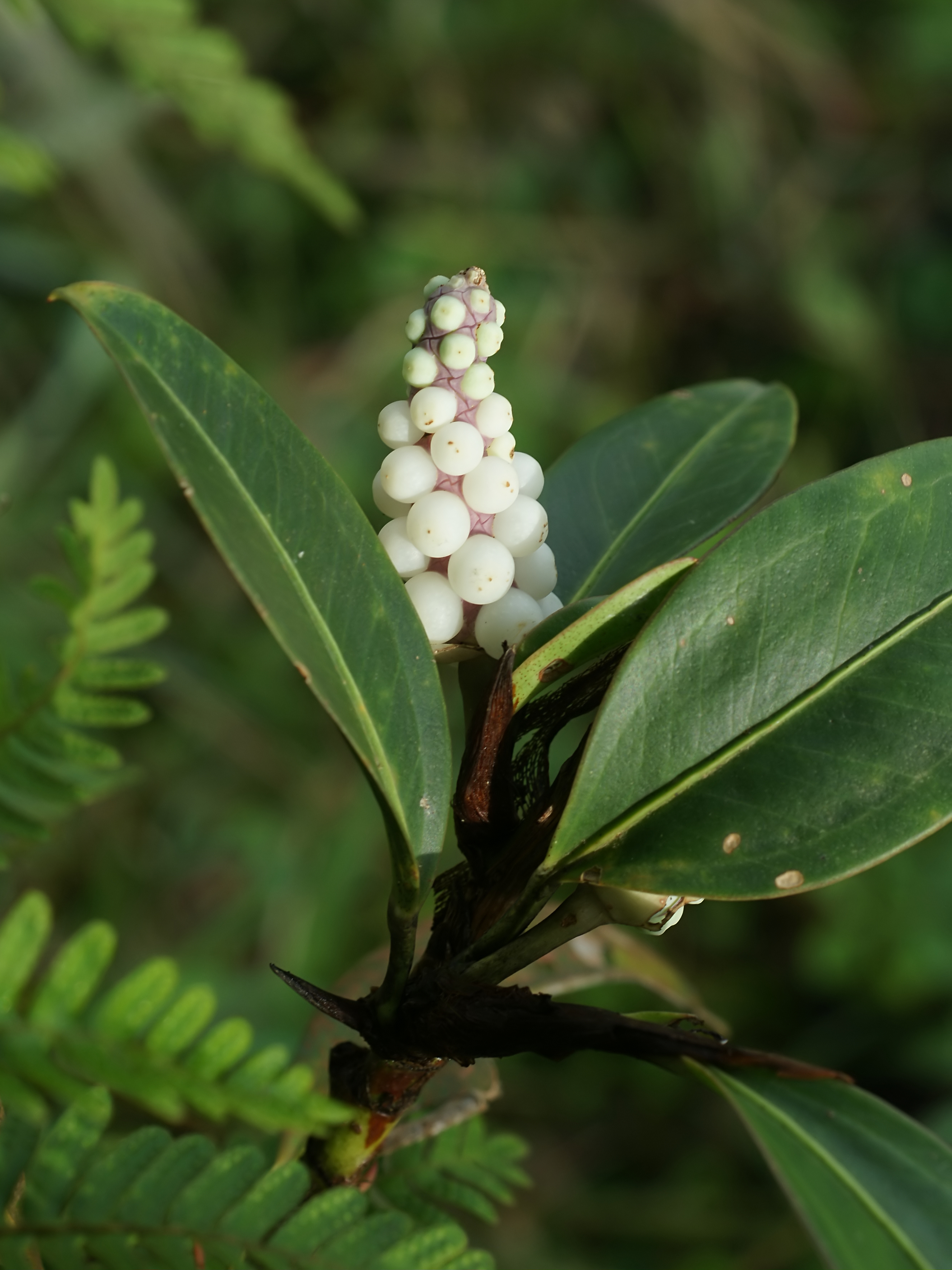
Anthurium obtusum

- Anthurium oxyanthum Croat & D.C.Bay
- Anthurium oxybelium Schott
- Anthurium oxycarpum Poepp.
- Anthurium oxyphyllum Sodiro
- Anthurium oxystachyum Croat

## P
- Anthurium pachyspathum K.Krause
- Anthurium pageanum Croat
- Anthurium palacioanum Croat
- Anthurium palenquense Croat
- Anthurium pallatangense Engl.
- Anthurium pallens Schott
- Anthurium pallidicaudex Croat & M.M.Mora
- Anthurium pallidiflorum Engl.
- Anthurium palmatum (L.) Schott
- Anthurium paludosum Engl.
- Anthurium panamense Croat
- Anthurium panduriforme Schott
- Anthurium papillilaminum Croat
- Anthurium paradisicum G.S.Bunting
- Anthurium paraguayense Engl.
- Anthurium parambae Sodiro
- Anthurium parasiticum (Vell.) Stellfeld
- Anthurium pariense G.S.Bunting
- Anthurium parile N.E.Br. ex Engl.
- Anthurium parvispathum Hemsl.
- Anthurium parvum N.E.Br.
- Anthurium pastasanum Diels
- Anthurium pastazanum Diels
- Anthurium pauciflorum Croat
- Anthurium paucinerve Sodiro
- Anthurium payaminoense Croat & Lingán
- Anthurium pedatoradiatum Schott
- Anthurium pedatum (Kunth) Endl. ex Kunth Anthurium pedatum
- Anthurium pedunculare Sodiro

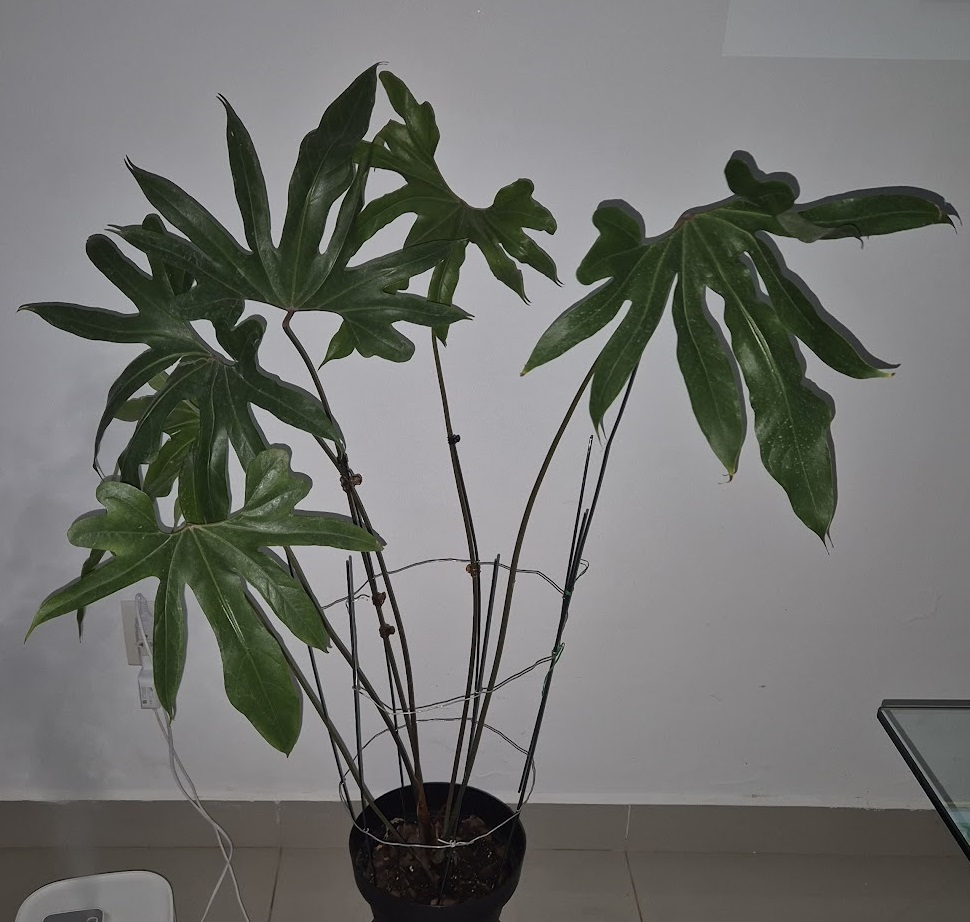
Anthurium pedatum

- Anthurium pellucidopunctatum Sodiro
- Anthurium peltatum Poepp.
- Anthurium peltigerum Sodiro
- Anthurium penae Croat
- Anthurium pendens Croat
- Anthurium pendulifolium N.E.Br.
- Anthurium penningtonii Croat
- Anthurium pentaphyllum (Aubl.) G.DonIlustração de Anthurium pentaphyllum
- Anthurium perijanum G.S.Bunting

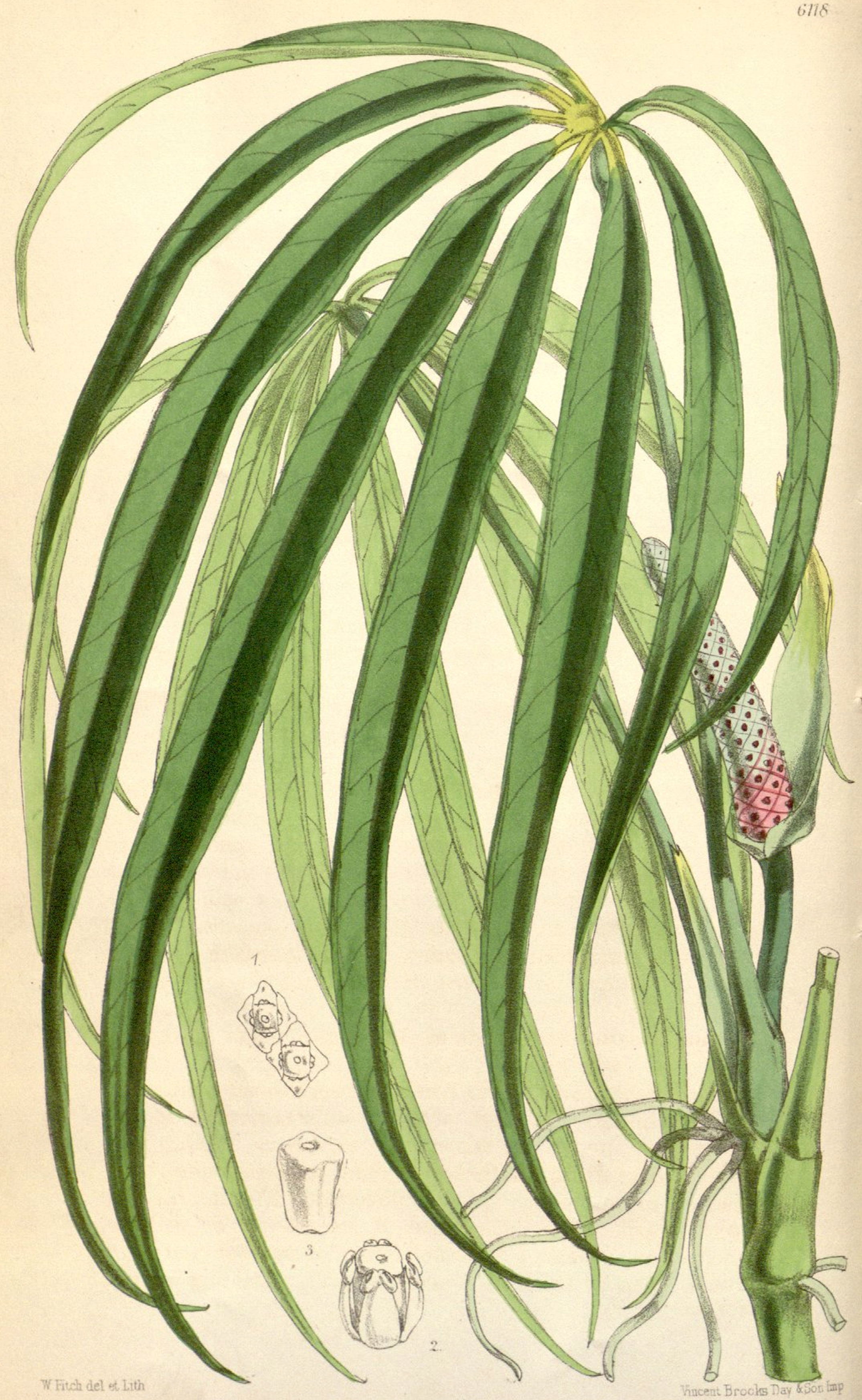
Ilustração de Anthurium pentaphyllum

- Anthurium perviride Croat & D.C.Bay
- Anthurium pescadilloense Croat
- Anthurium petrophilum K.Krause
- Anthurium phyllobaris Croat & D.C.Bay
- Anthurium pichinchae Engl.
- Anthurium pilonense Reitz
- Anthurium pinkleyi Croat & Carlsen
- Anthurium pirottae Sodiro
- Anthurium pirrense Croat
- Anthurium pittieri Engl.
- Anthurium piurensis  Croat & Lingán
- Anthurium plantagineum Sodiro
- Anthurium platyglossum Sodiro
- Anthurium platyrhizum Croat
- Anthurium plowmanii Croat
- Anthurium plurisulcatum Sodiro
- Anthurium pluviaticum R.E.Schult.
- Anthurium podophyllum (Cham. & Schltdl.) Kunth
- Anthurium pohlianum Engl.
- Anthurium polydactylum Madison
- Anthurium polyneuron Sodiro
- Anthurium polyphlebium  Sodiro
- Anthurium polyschistum R.E.Schult. & IdroboAnthurium polyschistum, exemplar cultivado em vaso, coleção particular.
- Anthurium polystictum Sodiro

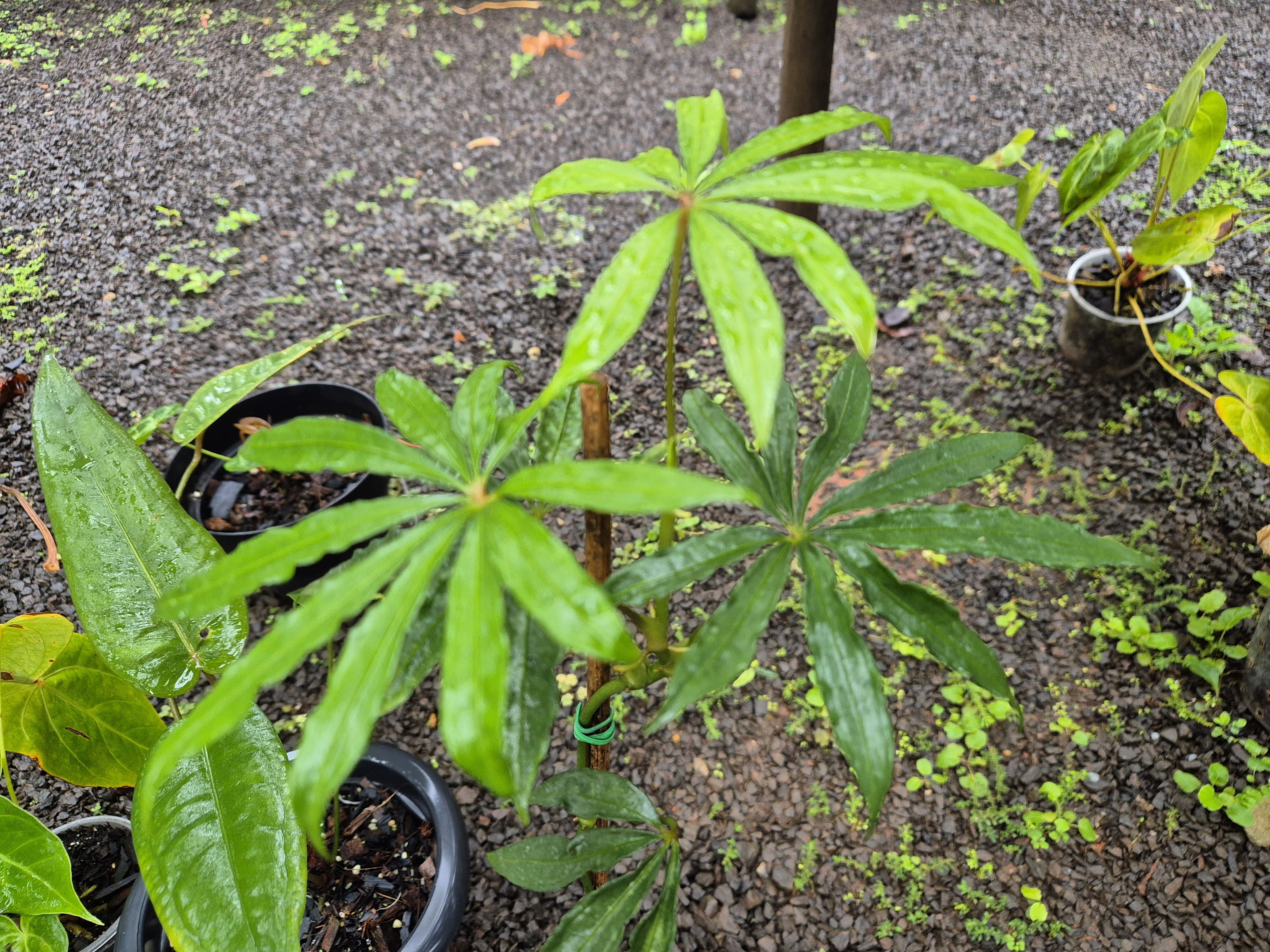
Anthurium polyschistum, exemplar cultivado em vaso, coleção particular.

- Anthurium portilae Carece de fonteAnthurium portilae
- Anthurium potarense Gleason
- Anthurium pradoense Croat
- Anthurium praealtum Sodiro
- Anthurium pranceanum Croat
- Anthurium prolatum Croat & R.Baker
- Anthurium prominens Engl.

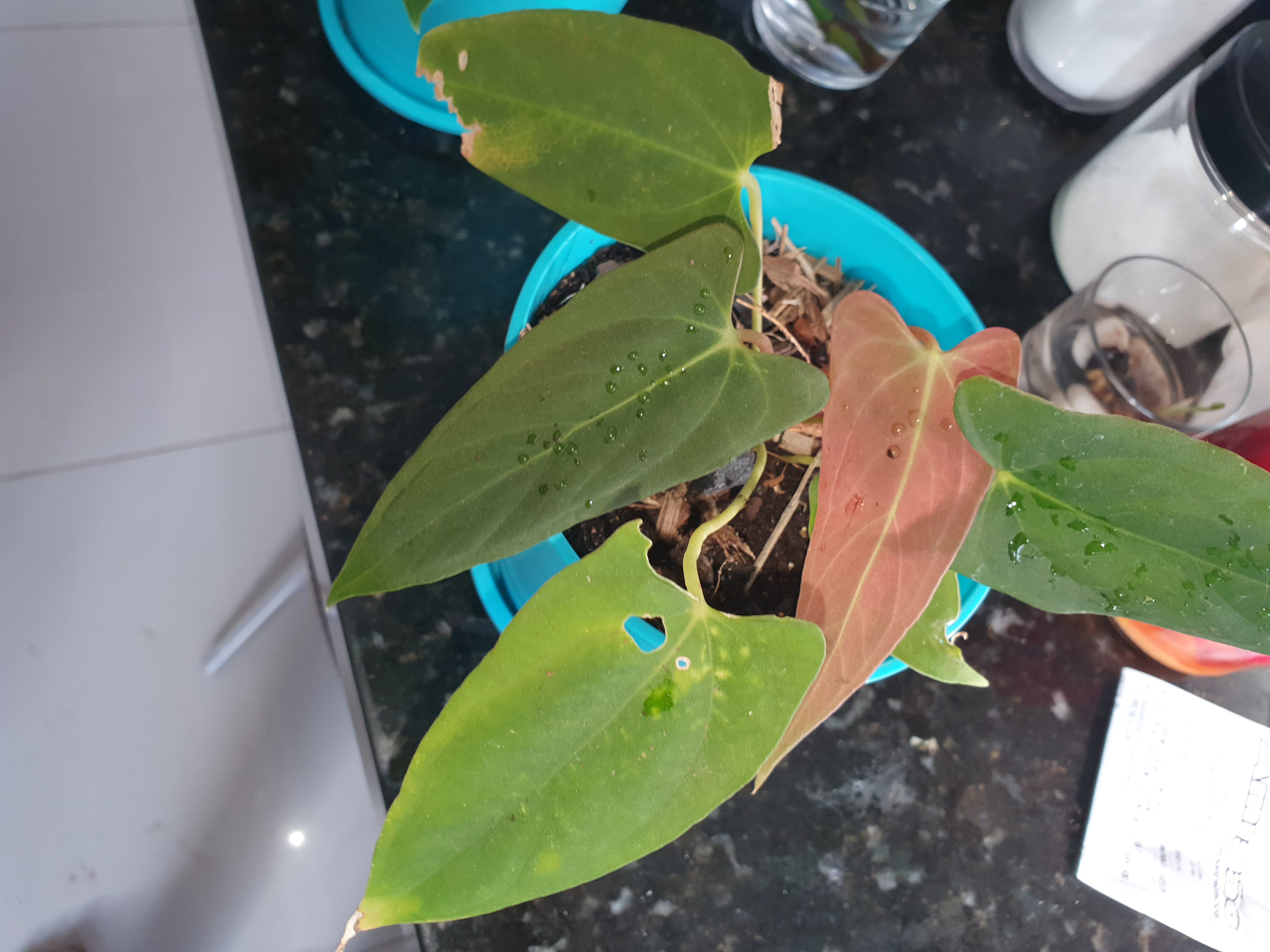
Muda_pequena_de_anthurium_portilae

- Anthurium promininerve Croat & M.M.Mora
- Anthurium protensum Schott
- Anthurium pseudospectabile Croat
- Anthurium psilostachyum  Sodiro
- Anthurium ptarianum Steyerm.
- Anthurium puberulinervium Croat
- Anthurium puberulum Croat & Lingán
- Anthurium pucayacuense Croat
- Anthurium pulcachense Croat
- Anthurium pulchellum Engl.
- Anthurium pulverulentum Sodiro
- Anthurium punctatum N.E.Br.
- Anthurium purdieanum Schott
- Anthurium purpureospathum Croat
- Anthurium purpureum N.E.Br.

## Q
- Anthurium queremalense  carece de fonte
- Anthurium quinquenervium (Kunth) Kunth
- Anthurium quinquesulcatum Sodiro
- Anthurium quipuscoae Croat

## R
- Anthurium radiatum Sodiro
- Anthurium radicans K.Koch & Haage Anthurium radicans

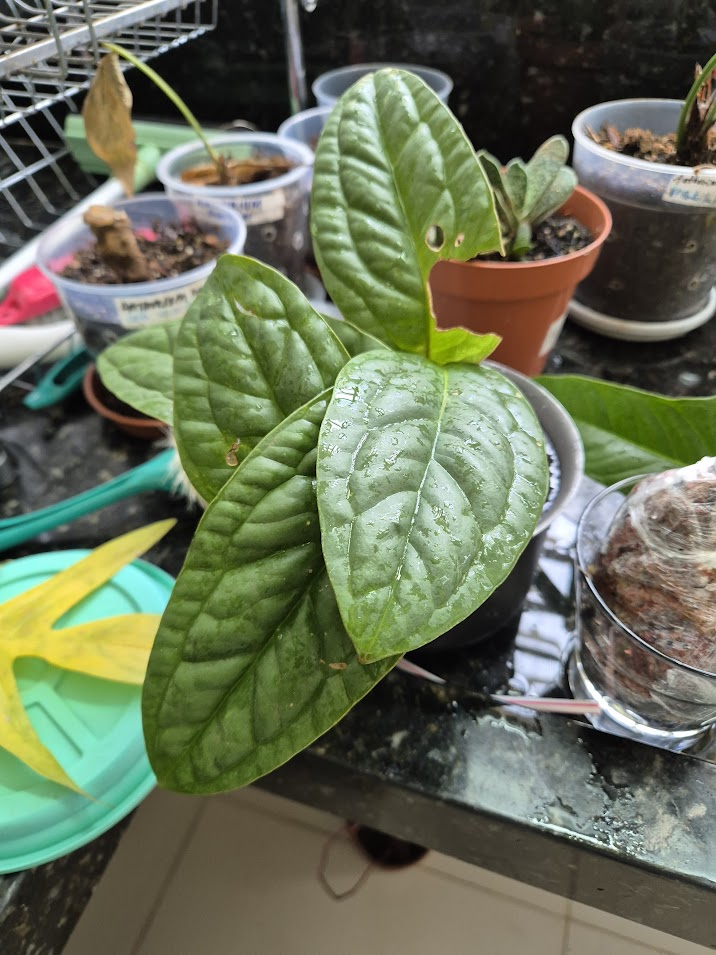
Anthurium radicans

- Anthurium ramoncaracasii Stergios & Dorr
- Anthurium ramonense Engl. ex K.Krause
- Anthurium ranchoanum  Engl.
- Anthurium ravenii Croat & R.Baker
- Anthurium redolens Croat
- Anthurium reflexinervium Croat
- Anthurium regale Linden
- Anthurium remotigeniculatum Croat
- Anthurium remotum Croat & D.C.Bay
- Anthurium resectum Sodiro
- Anthurium reticulatum Benth.
- Anthurium retiferum Standl. & Steyerm.
- Anthurium rhizophorum Sodiro
- Anthurium rhodorhizum Diels
- Anthurium rigidifolium  Engl.
- Anthurium rimbachii Sodiro
- Anthurium riofrioi Sodiro
- Anthurium riograndicola Matuda
- Anthurium rionegrense Matuda
- Anthurium riparium Engl.
- Anthurium rivulare  Sodiro
- Anthurium rodrigueziae  Croat
- Anthurium roezlii Regel
- Anthurium rojasiae  Croat
- Anthurium roraimense N.E.Br. ex Oliv.
- Anthurium roseospadix  Croat
- Anthurium rotundatum Croat & Carlsen
- Anthurium rotundilobum  Engl.
- Anthurium rotundistigmatum Croat
- Anthurium rubrifructum Croat
- Anthurium rubrivellus Croat & D.C.Bay
- Anthurium rugulosum  Sodiro
- Anthurium rupestre  Sodiro
- Anthurium rupicola Croat
- Anthurium rzedowskii Croat

## S
- Anthurium saccardoi Sodiro
- Anthurium sagawae Croat
- Anthurium sagittale Sodiro
- Anthurium sagittaria Linden ex Schott
- Anthurium sagittatum (Sims) G.Don
- Anthurium sagittellum Sodiro
- Anthurium salgarense Croat
- Anthurium salvadorense Croat
- Anthurium salvinii Hemsl.
- Anthurium samamaense Croat & Cornejo
- Anthurium sanctifidense Croat
- Anthurium sanguineum Engl.
- Anthurium santaritensis Nadruz & Croat
- Anthurium santiagoense Croat
- Anthurium sapense Croat
- Anthurium sarmentosum Engl.
- Anthurium sarukhanianum Croat & Haager
- Anthurium scaberulum Sodiro
- Anthurium scandens (Aubl.) Engl.
- Anthurium scherzerianum Schott Anthurium scherzerianum, vulgo "Rabiho de porco"
- Anthurium schlechtendalii Kunth

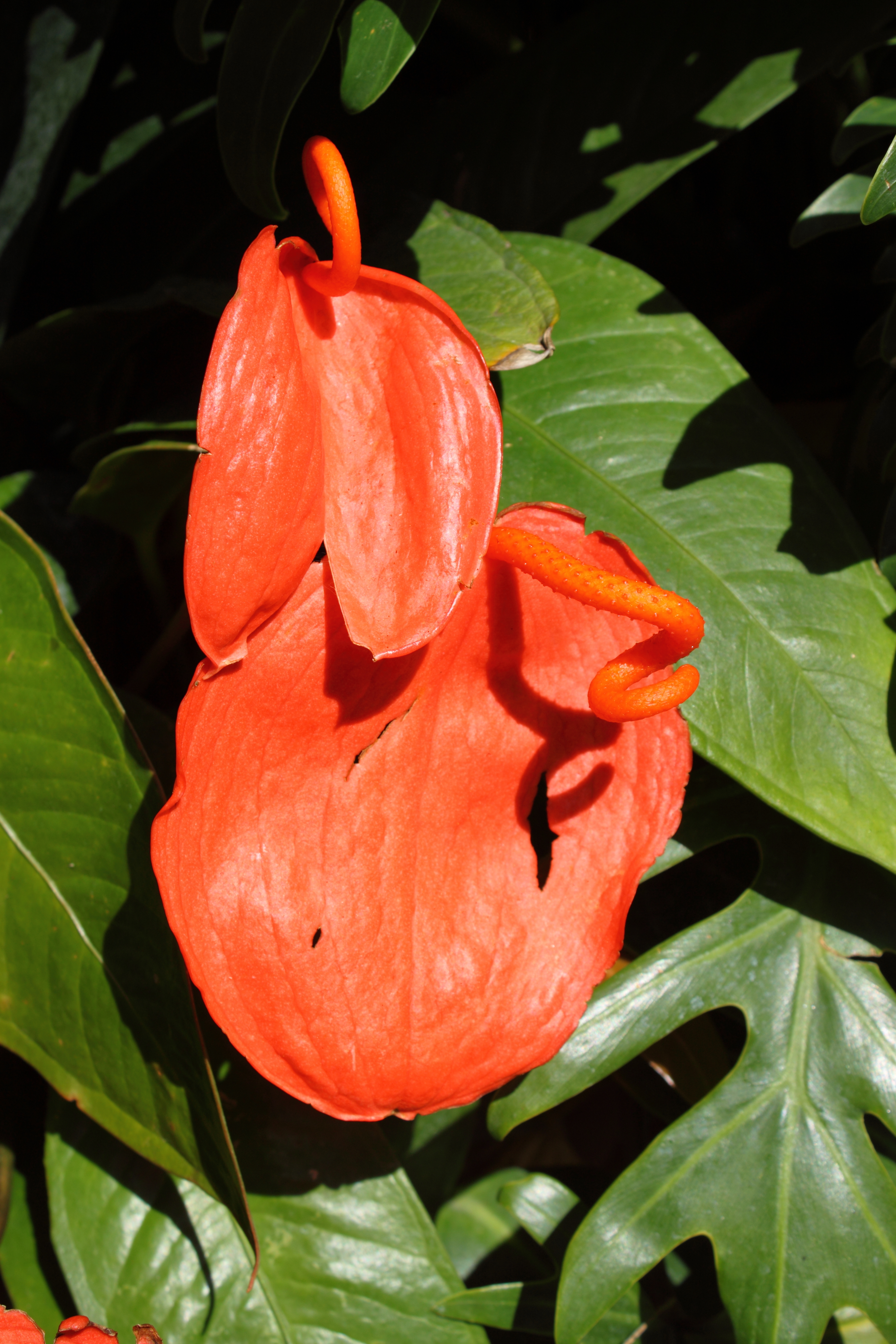
Anthurium scherzerianum, vulgo "Rabiho de porco"

- Anthurium schottianum Croat & R.Baker
- Anthurium schunkei K.Krause
- Anthurium sebastianense Croat & Cerón
- Anthurium seibertii Croat & R.Baker
- Anthurium seleri Engl.
- Anthurium sellowianum KunthAnthurium selowianum cultivado em vaso em coleção particular
- Anthurium septuplinervium Sodiro
- Anthurium shinumas Croat
- Anthurium siccisilvarum K.Krause
- Anthurium sidneyi Croat & Lingán

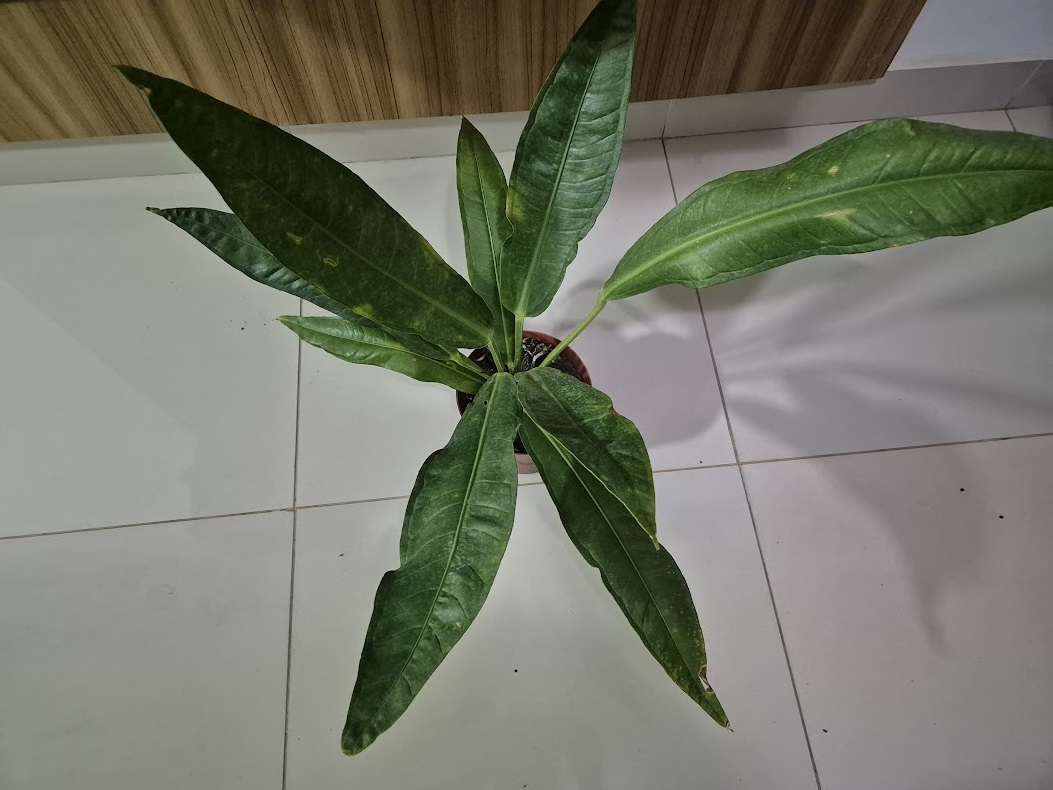
Anthurium selowianum cultivado em vaso em coleção particular

- Anthurium signatum K.Koch & L.Mathieu
- Anthurium silanchense Croat & J.Rodr.Salvador
- Anthurium silverstonei Croat & Oberle
- Anthurium silvicola Engl.
- Anthurium silvigaudens Standl. & Steyerm.
- Anthurium simonii Nadruz
- Anthurium simpsonii Croat
- Anthurium sinuatum Benth. ex Schott
- Anthurium smaragdinum G.S.Bunting
- Anthurium smithii Croat
- Anthurium sodiroanum Engl.
- Anthurium soejartoi Croat & Oberle
- Anthurium solitarium Schott
- Anthurium solomonii Croat
- Anthurium soukupii Croat
- Anthurium sparreorum Croat
- Anthurium spathiphyllum N.E.Br.
- Anthurium spathulifolium Sodiro
- Anthurium spectabile Schott
- Anthurium splendidum W.Bull ex Rodigas
- Anthurium standleyi Croat & R.Baker
- Anthurium stephanii Croat & Acebey
- Anthurium stipitatum Benth.
- Anthurium striatipes Sodiro
- Anthurium striatum K.Koch & L.Mathieu
- Anthurium striolatum Sodiro
- Anthurium stuebelii Engl.
- Anthurium subaequans Croat & Oberle
- Anthurium subcarinatum Engl.
- Anthurium subcaudatum Engl.
- Anthurium subcoerulescens Engl.
- Anthurium subcordatum Schott
- Anthurium subhastatum Schott
- Anthurium subovatum Matuda
- Anthurium subrotundum Croat
- Anthurium subsagittatum (Kunth) Kunth

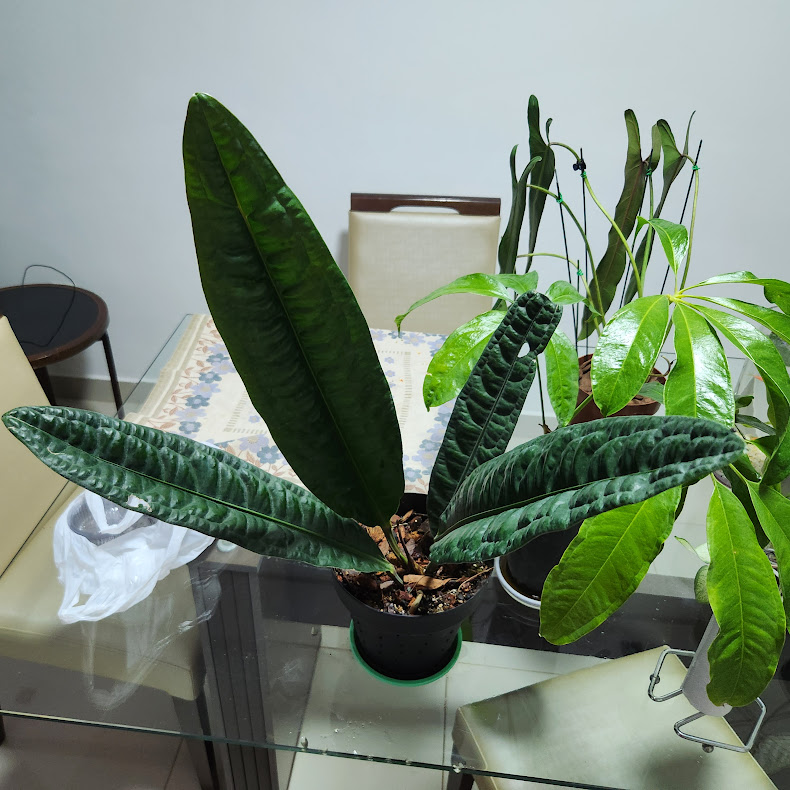
Anthurium superbum: Uma espécie de planta ornamental já identificada, exemplar de coleção particular, cultivada em vaso

- Anthurium subscriptum G.S.Bunting
- Anthurium subsignatum Schott
- Anthurium subtriangulare Engl.
- Anthurium subtrilobum Schott
- Anthurium subtruncatum Sodiro
- Anthurium subulatum N.E.Br.
- Anthurium sucrii G.M.Barroso
- Anthurium sulcatum Engl.
- Anthurium superbum MadisonAnthurium superbum: Uma espécie de planta ornamental já identificada, exemplar de coleção particular, cultivada em vaso
- Anthurium supianum Engl.
- Anthurium supraglandulum Croat
- Anthurium sylvestre S.Moore
- Anthurium sytsmae Croat

## T

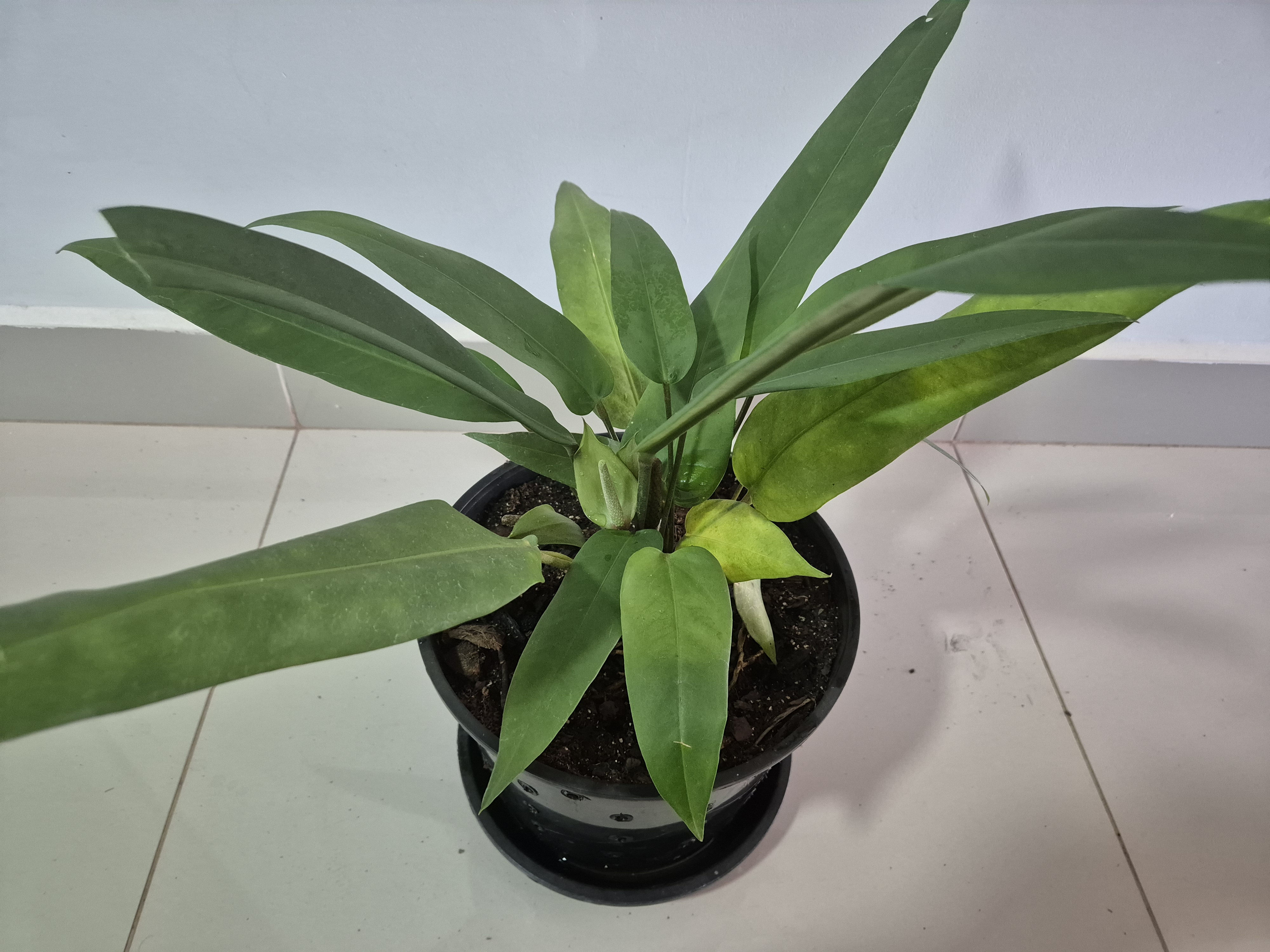
Anthurium truncatum, cultivado em vaso, coleção particular

- Anthurium tacarcunense Croat
- Anthurium tachiranum Croat
- Anthurium tamaense G.S.Bunting
- Anthurium tarapotense Engl.
- Anthurium tatei G.S.Bunting
- Anthurium tenaense Croat
- Anthurium tenerum Engl.
- Anthurium tenuicaule Engl.
- Anthurium tenuifolium Engl.
- Anthurium tenuispica Sodiro
- Anthurium teribense Croat
- Anthurium ternifolium Croat & Carlsen
- Anthurium terryae Standl. & L.O.Williams
- Anthurium testaceum Croat & R.Baker
- Anthurium tetragonum Hook. ex Schott[9]
- Anthurium thompsoniae I.Arias
- Anthurium thrinax Madison
- Anthurium tikunorum R.E.Schult.
- Anthurium tilaranense Standl.
- Anthurium timplowmanii Croat
- Anthurium titanium Standl. & Steyerm.
- Anthurium tolimense Engl.
- Anthurium tonduzii Engl.
- Anthurium tonianum Sodiro
- Anthurium treleasei Sodiro
- Anthurium tremulum Sodiro
- Anthurium trianae Engl.
- Anthurium tricarinatum Sodiro
- Anthurium trifidum Oliv.Anthurium trifidum
- Anthurium trilobum Lindl.
- Anthurium trinervium Kunth

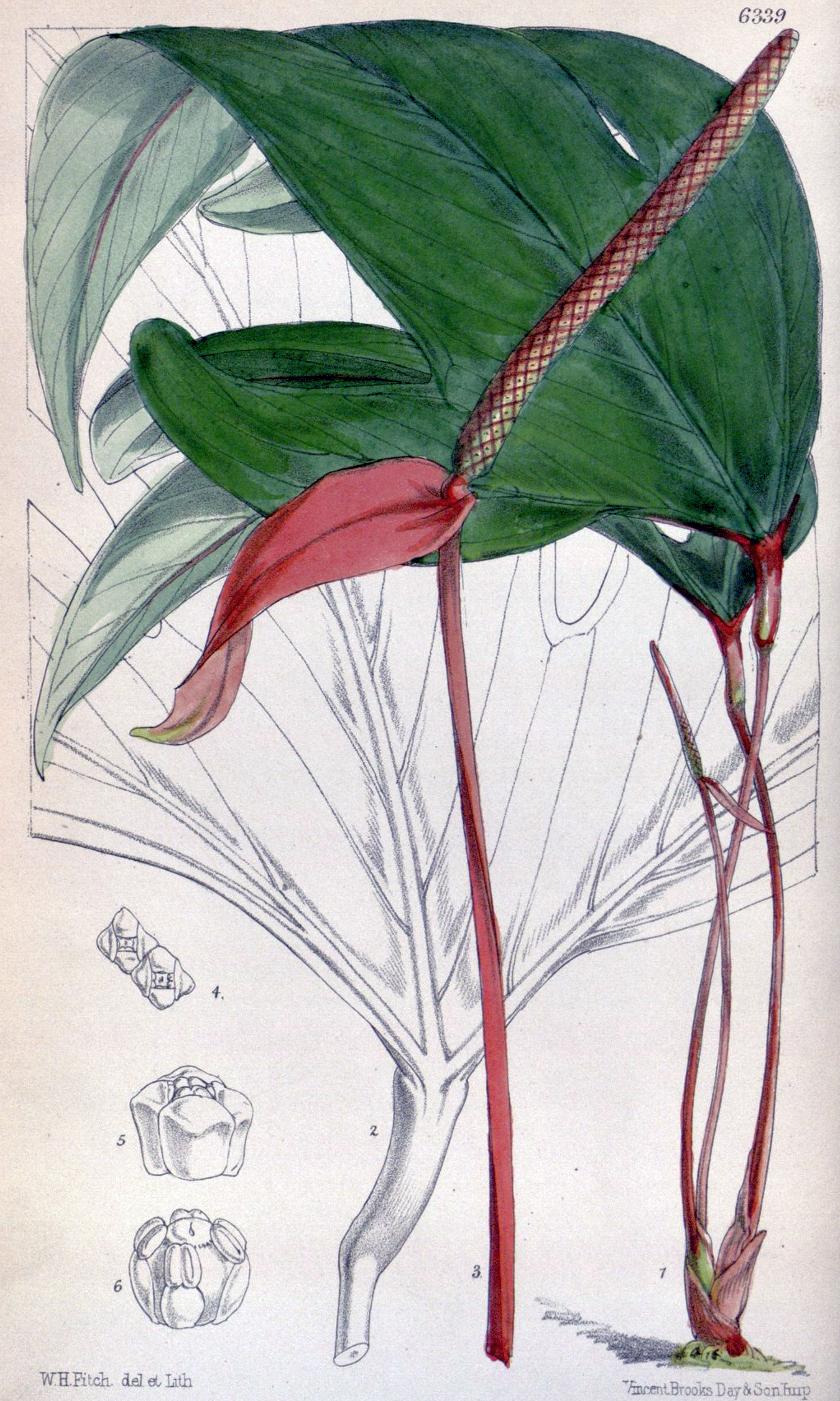
Anthurium trifidum

- Anthurium triphyllum (Willd. ex Schult.) Brongn. ex Schott

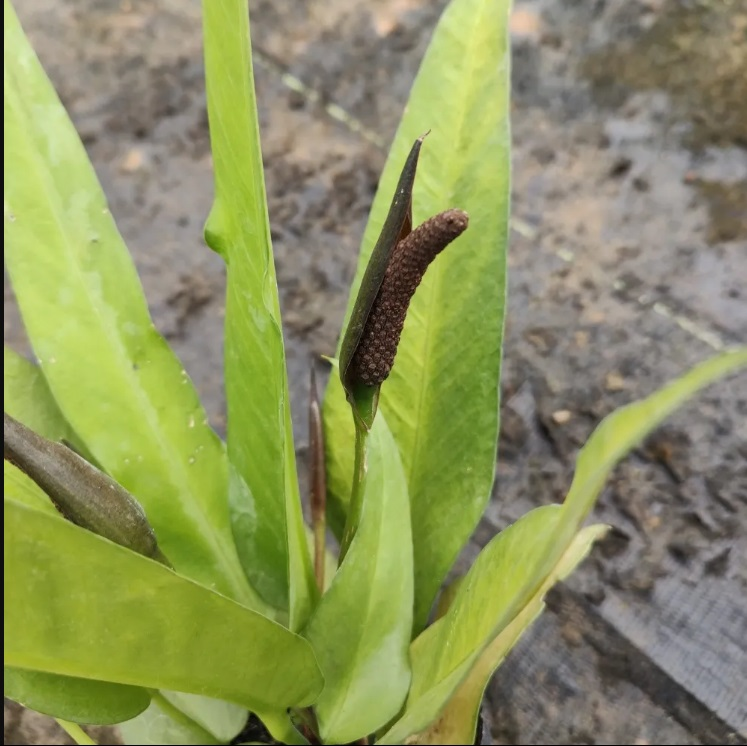
Anthurium truncatum

- Anthurium trisectum Sodiro
- Anthurium truncatulum Engl.
- Anthurium truncatum sem inf. Anthurium truncatum. Anthurium truncatum, cultivado em vaso, coleção particular. Detalhe da inflorescência do Anthurium truncatum

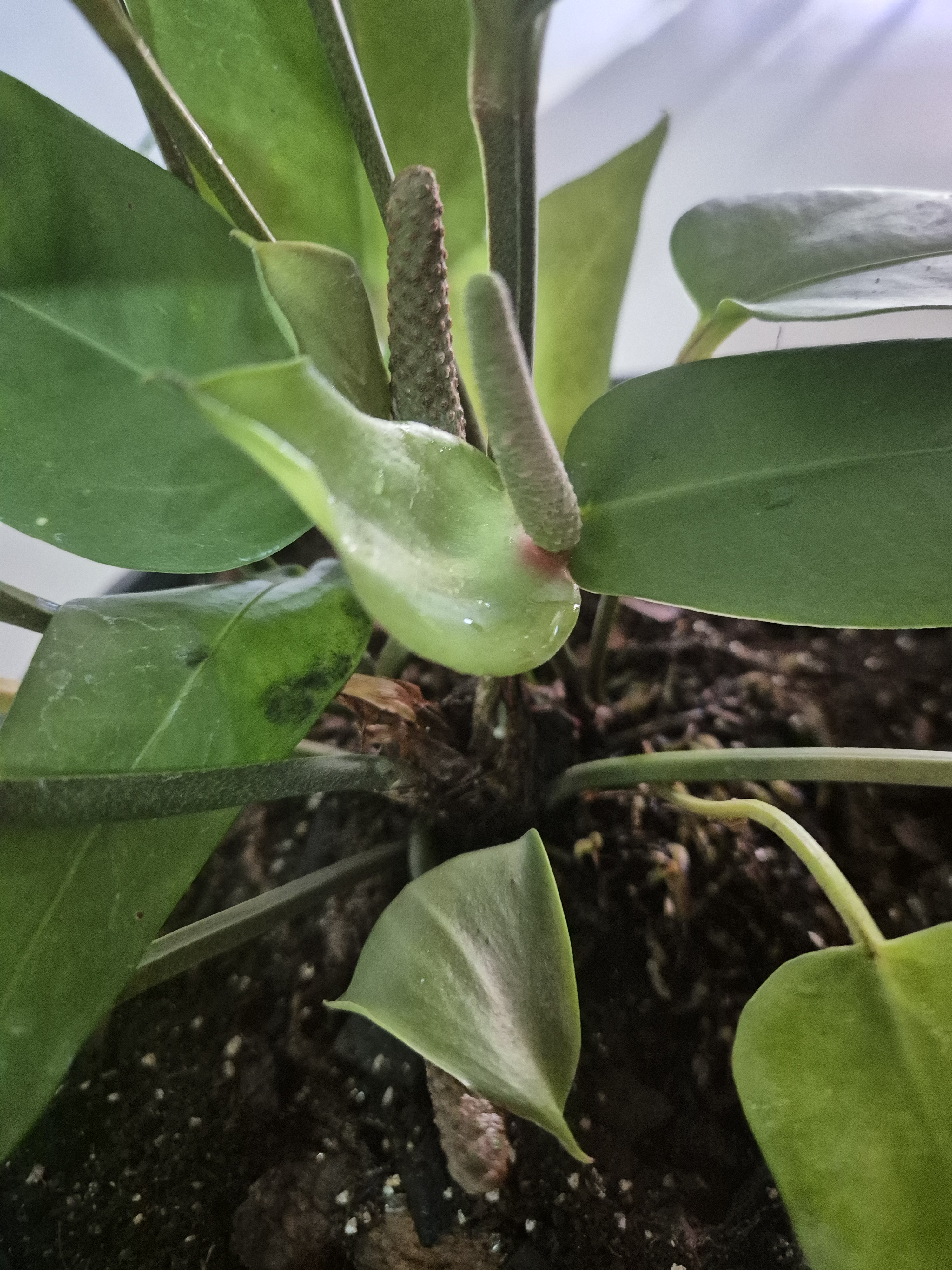
Detalhe da inflorescência do Anthurium truncatum

- Anthurium truncicola Engl.
- Anthurium tsamajainii Croat
- Anthurium tunquii Croat
- Anthurium tutense Croat
- Anthurium tysonii Croat

## U
- Anthurium uleanum Engl.
- Anthurium umbraculum Sodiro
- Anthurium umbricola Engl.
- Anthurium umbrosum Liebm.
- Anthurium undatum Schott
- Anthurium unense Nadruz & Cath.
- Anthurium upalaense Croat & R.Baker
- Anthurium urbanii Sodiro
- Anthurium urvilleanum Schott
- Anthurium utleyorum Croat & R.Baker

## V
- Anthurium validifolium K.Krause
- Anthurium validinervium Engl.
- Anthurium vallense Croat
- Anthurium vanderknaapii Croat
- Anthurium variegatum Sodiro
- Anthurium variilobum Croat & M.M.Mora
- Anthurium vaupesianum Croat
- Anthurium veitchii Mast.
- Anthurium velutinum Engl.
- Anthurium venosum Griseb.
- Anthurium ventanasense Croat
- Anthurium verapazense Engl.
- Anthurium verrucosum Croat & D.C.Bay
- Anthurium versicolor Sodiro
- Anthurium vestitum Sodiro
- Anthurium victorii Nadruz & Cath.
- Anthurium vinillense G.S.Bunting
- Anthurium viridescens Engl.
- Anthurium viridispathum E.G.Gonç.
- Anthurium vittariifolium Engl.
- Anthurium vomeriforme Sodiro

## W
- Anthurium wagenerianum K.Koch & C.D.Bouché
- Anthurium wallisii Mast.
- Anthurium walujewii Regel
- Anthurium warintsense Croat
- Anthurium warocqueanum T.MooreAnthurium warocqueanum

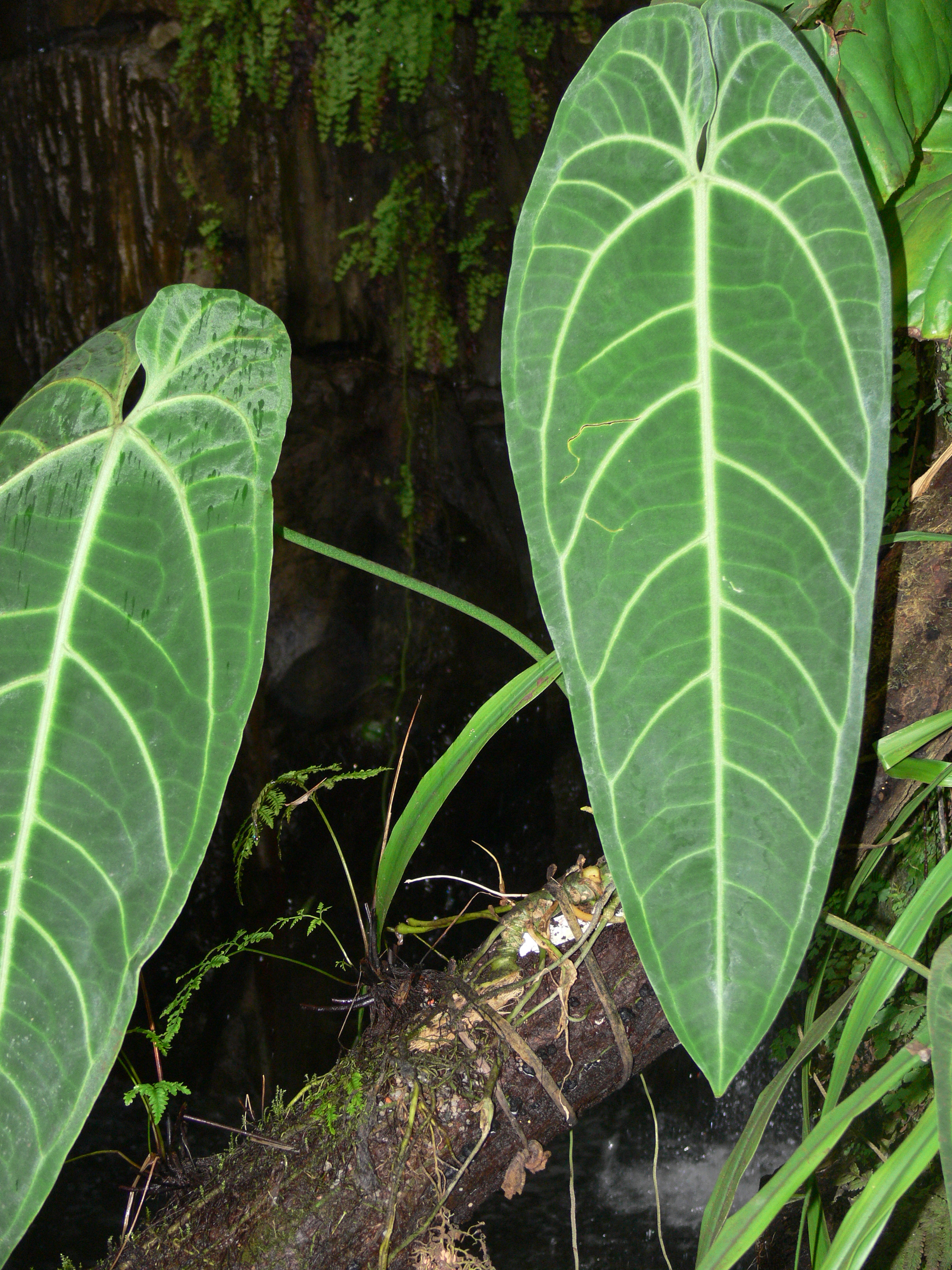
Anthurium warocqueanum

- Anthurium watermaliense L.H.Bailey & Nash
- Anthurium wattii Croat & D.C.Bay
- Anthurium weberbaueri Engl.
- Anthurium wedelianum Croat
- Anthurium wendlingeri G.M.Barroso
- Anthurium werffii Croat
- Anthurium whitmorei Croat & Lingán
- Anthurium willdenowii Kunth
- Anthurium willifordii Croat
- Anthurium wintersii Croat & D.C.Bay

## X
- Anthurium xanthoneurum G.S.Bunting
- Anthurium xanthophylloides G.M.Barroso

## Y
- Anthurium yamayakatense Croat
- Anthurium yarumalense Engl.
- Anthurium yetlense Matuda
- Anthurium yungasense Croat & Acebey
- Anthurium yurimaguense Engl. ex K.Krause
- Anthurium yutajense G.S.Bunting

## Z
- Anthurium zappiae  Anthurium zappiae Haigh, Nadruz & Mayo[10]Anthurium zappiae, cultivado em vaso, coleção particular

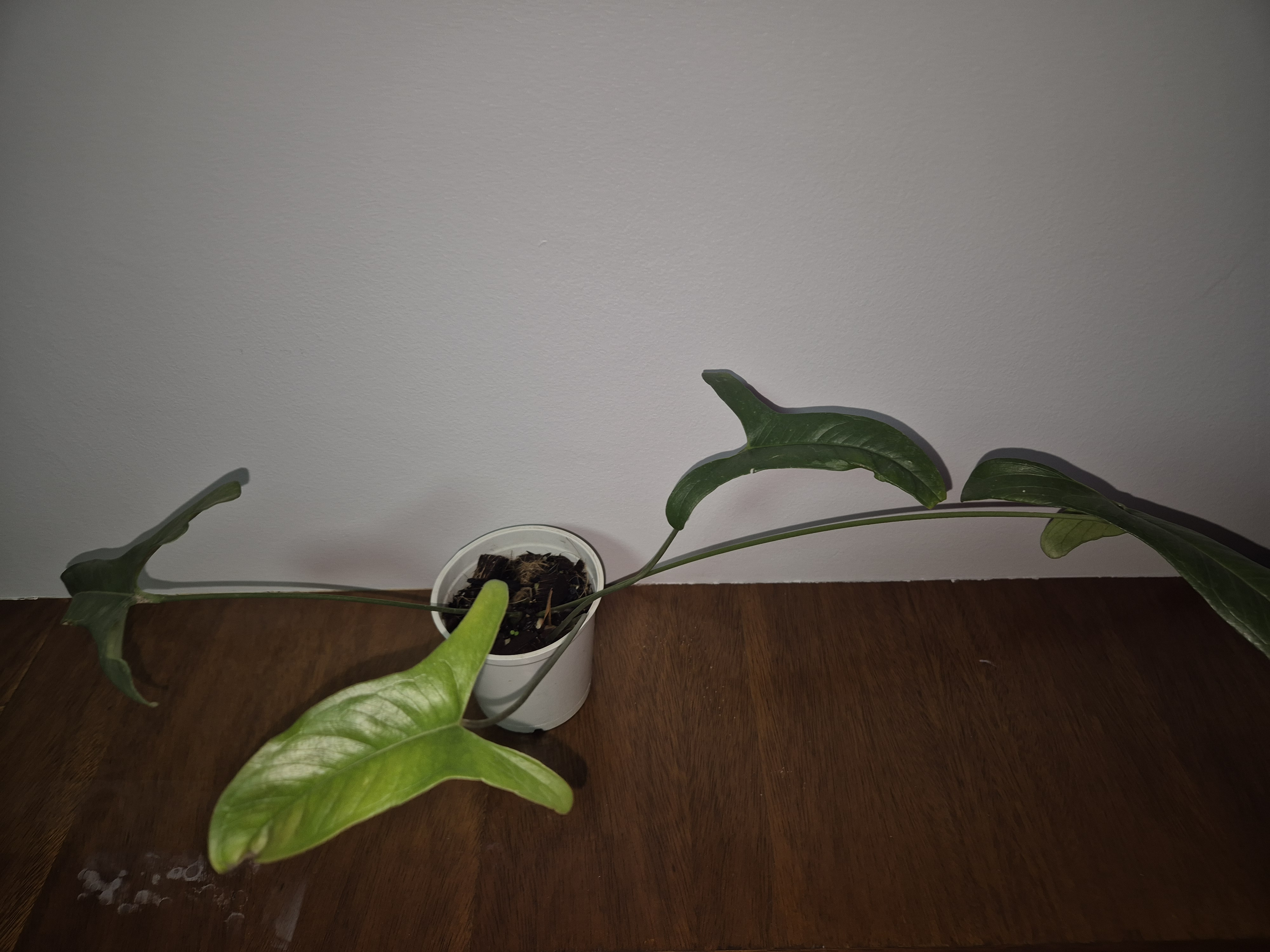
Anthurium zappiae, cultivado em vaso, coleção particular

- Anthurium zuloagae Croat